# Sudán
Sudán (árabe: سودان, Sūdān), oficialmente República de Sudán (árabe: جمهورية السودان, Yumhūriyyat as-Sūdān), es uno de los cincuenta y cuatro países que forman el continente africano. Su capital es Jartum y la ciudad más poblada es Omdurmán.
Está situado al noreste de África y comparte frontera con Egipto al norte, con el mar Rojo al noreste, con Eritrea y Etiopía al este, con Sudán del Sur al sur, con la República Centroafricana al suroeste, con Chad al oeste y con Libia al noroeste. Hasta el año 2011, momento en que se separó la región sur del país (conformando la nueva República de Sudán del Sur) fue el estado africano que compartía frontera con un mayor número de países (nueve), incluyendo a Kenia, Uganda y la República Democrática del Congo. La población de Sudán es una combinación de africanos indígenas con lengua madre nilo-sahariana y descendientes de emigrantes de la península arábiga. Debido a un proceso de arabización, común al resto del mundo musulmán, hoy en día la cultura árabe predomina en Sudán. La mayoría de la población profesa el islam. El río Nilo cruza el país de sur a norte.
El país tiene una larga historia, que se remonta a la Edad Antigua, cuando se entrecruza profundamente con la historia de Egipto, y ha pertenecido sucesivamente a diversos estados hasta obtener su independencia el 1 de enero de 1956. Sudán sufrió diecisiete años de guerra durante la primera guerra civil sudanesa (1955-1972), seguidos de conflictos étnicos, religiosos y económicos entre la población del norte árabe-musulmana y la población del sur animista, nilótica-cristiana y negra que desembocaron en la segunda guerra civil sudanesa (1983-2005).
Debido al continuo desequilibrio político y militar, se llevó a cabo un golpe de Estado en el año 1989 encabezado por el entonces brigadier Omar Hassan Ahmad al-Bashir, quien terminó autoproclamándose, en 1993, presidente de Sudán. La segunda guerra civil terminó tras la firma, en 2005, del Acuerdo General de Paz que supuso la redacción de una nueva constitución y le dio autonomía a lo que en aquel momento era la región sur del país. En un referéndum llevado a cabo en enero de 2011, dicha región obtuvo los votos necesarios para independizarse por lo que el 9 de julio de 2011 efectivamente lo hizo, y pasó a denominarse República de Sudán del Sur.
Es miembro de la Organización de las Naciones Unidas, de la Unión Africana, de la Liga de Estados Árabes, de la Organización para la Cooperación Islámica y del Movimiento de Países no Alineados, así como observador en la Organización Mundial del Comercio.
Hasta 2019, era considerado una República federal democrática representativa presidencialista, aunque la política sudanesa es internacionalmente considerada por muchos como un sistema autoritario debido al control que el Partido del Congreso Nacional ejerce sobre las ramas ejecutiva, legislativa y judicial del gobierno desde su fundación en 1996.
El 11 de abril de 2019, el ejército sudanés derroca al hasta entonces presidente, Omar al-Bashir, y comienza una dictadura militar que suspende la Constitución. El ejército prometió que después de dos años convocaría a elecciones libres.
El 25 de octubre de 2021, dos años después de la renuncia de Omar al-Bashir, el ejército dio un golpe de Estado, disolvió el Consejo Soberano y arrestó al primer ministro Abdalla Hamdok.
El gobierno sudanés presuntamente ha apoyado el uso de milicias árabes yanyauid en guerra de guerrillas en el conflicto de Darfur. Desde ese momento (2003) miles de personas han sido desplazadas y asesinadas y la necesidad de ayuda humanitaria en Darfur ha captado la atención de la comunidad internacional. El conflicto ha sido incluso observado por la Corte Penal Internacional, organismo que en los años 2009 y 2010 emitió sendas órdenes de arresto contra Omar al-Bashir, expresidente de Sudán, acusándolo de haber cometido genocidio, crímenes de lesa humanidad y crímenes de guerra.
El país es rico en recursos naturales como el petróleo y el algodón y su economía está entre las que más rápido crecen del mundo. China, Japón e India son los principales destinos de exportación de Sudán.

## Historia

### Sudán prehistórico (antes del 8000 a.C.)
Affad 23 es un yacimiento arqueológico situado en la región de Affad, al sur de Dongola Reach, en el norte de Sudán, que alberga "los restos bien conservados de campamentos prehistóricos (vestigios de la cabaña al aire libre más antigua del mundo) y diversos lugares de caza y recolección de unos 50.000 años de antigüedad".
En el octavo milenio a. C., los habitantes de una cultura neolítica se habían asentado allí en un modo de vida sedentario en aldeas fortificadas de adobe, donde complementaban la caza y la pesca en el Nilo con la recolección de grano y el pastoreo de ganado. Los pueblos neolíticos crearon cementerios como el R12. Durante el quinto milenio a. C., las migraciones procedentes del Sáhara, que se estaba secando, llevaron al pueblo neolítico al valle del Nilo junto con la agricultura.
La población resultante de esta mezcla cultural y genética desarrolló una jerarquía social a lo largo de los siglos siguientes que se convirtió en el Reino de Kush (con capital en Kerma) en 1700 a. C. Las investigaciones antropológicas y arqueológicas indican que durante el periodo predinástico Nubia y el Alto Egipto nagadán eran étnica y culturalmente casi idénticos y, por tanto, desarrollaron simultáneamente sistemas de realeza faraónica hacia el 3300 a. C.

### Reino de Kush (c. 1070 a.C.-350 d.C.)
El reino de Kush fue un antiguo estado nubio situado en las confluencias del Nilo Azul y el Nilo Blanco, y de los ríos Atbarah y Nilo. Se estableció tras el colapso de la Edad de Bronce y la desintegración del Nuevo Reino de Egipto; en su fase inicial tuvo su centro en Napata.

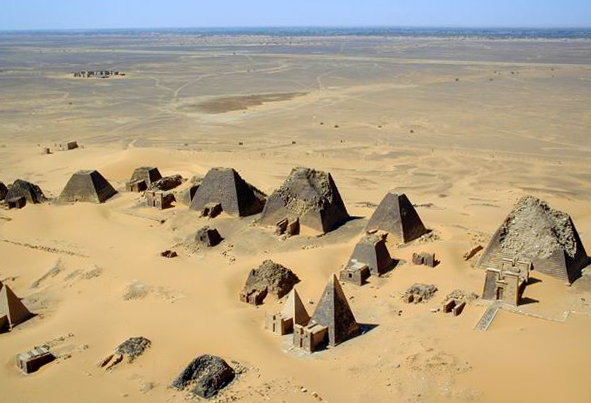
Pirámides Nubias en Meroe a unos 200 km al noreste de Jartum.

Después de que el rey Kashta ("el kushita") invadiera Egipto en el siglo VIII a. C., los reyes kushitas gobernaron como faraones de la Vigesimoquinta Dinastía de Egipto durante casi un siglo antes de ser derrotados y expulsados por los asirios. En el apogeo de su gloria, los kushitas conquistaron un imperio que se extendía desde lo que hoy se conoce como Kordofán del Sur hasta el Sinaí. El faraón Piye intentó expandir el imperio hacia Oriente Próximo, pero el rey asirio Sargón II se lo impidió.
Entre el 800 a. C. y el 100 d. C. se construyeron las pirámides nubias, entre las que se pueden nombrar las de El-Kurru, Kashta, Piye, Tantamani, Shabaka, las pirámides de Gebel Barkal, las pirámides de Meroe (Begarawiyah), las pirámides de Sedeinga y las pirámides de Nuri.
El reino de Kush se menciona en la Biblia como el que salvó a los israelitas de la ira de los asirios, aunque la enfermedad entre los sitiadores podría haber sido una de las razones del fracaso en la toma de la ciudad. La guerra que tuvo lugar entre el faraón Taharqa y el rey asirio Senaquerib fue un acontecimiento decisivo en la historia occidental, siendo derrotados los nubios en sus intentos de afianzarse en Oriente Próximo por parte de Asiria. El sucesor de Senaquerib, Esarhaddón, fue más allá e invadió el propio Egipto para asegurarse el control de Levante. Tuvo éxito, ya que consiguió expulsar a Taharqa del Bajo Egipto. Taharqa huyó al Alto Egipto y a Nubia, donde murió dos años después. 

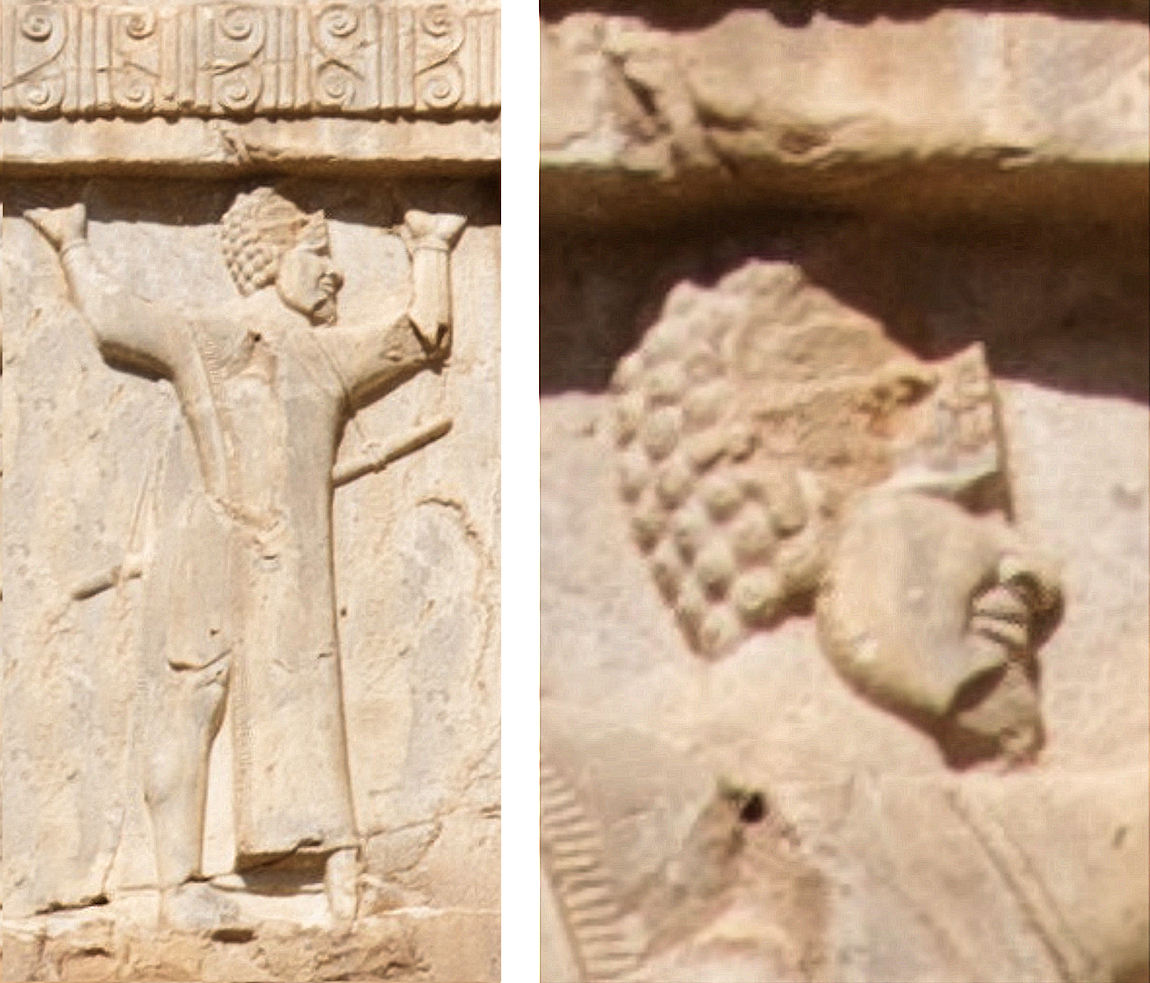
Soldado kusiya del ejército aqueménida, c. 480 a. C. Relieve de la tumba de Jerjes I.

El Bajo Egipto quedó bajo vasallaje asirio, pero se mostró rebelde y se rebeló sin éxito contra los asirios. Entonces, el rey Tantamani, sucesor de Taharqa, hizo un último y decidido intento de recuperar el Bajo Egipto del recién restablecido vasallo asirio Necao I. Consiguió retomar Menfis matando a Necao en el proceso y sitió ciudades del delta del Nilo. Ashurbanipal, que había sucedido a Esarhaddon, envió un gran ejército a Egipto para recuperar el control. Derrotó a Tantamani cerca de Menfis y, persiguiéndole, saqueó Tebas. Aunque los asirios abandonaron inmediatamente el Alto Egipto tras estos acontecimientos, debilitada, Tebas se sometió pacíficamente al hijo de Necao, Psamtik I, menos de una década después. Esto acabó con todas las esperanzas de un renacimiento del Imperio nubio, que más bien continuó en forma de un reino más pequeño centrado en Napata. La ciudad fue asaltada por los egipcios hacia el 590 a. C., y poco después, a finales del siglo III a. C., los kushitas se reasentaron en Meroe.

### Reinos nubios cristianos medievales (c. 350-1500)
A finales del siglo V, los blemmyes establecieron un efímero estado en el Alto Egipto y la Baja Nubia, probablemente en torno a Talmis (Kalabsha), pero antes de 450 ya habían sido expulsados del valle del Nilo por los nobacios. Estos últimos acabaron fundando un reino propio, Nobatia. En el siglo VI había en total tres reinos nubios: Nobatia, en el norte, con capital en Pachoras (Faras); Makuria, en el centro, con capital en Tungul (antigua Dongola), a unos 13 km al sur de la actual Dongola; y Alodia, en el corazón del antiguo reino kushita, con capital en Soba (actual Jartum). Todavía en el siglo VI se convirtieron al cristianismo. En el siglo VII, probablemente entre 628 y 642, Nobatia se incorporó a Makuria.

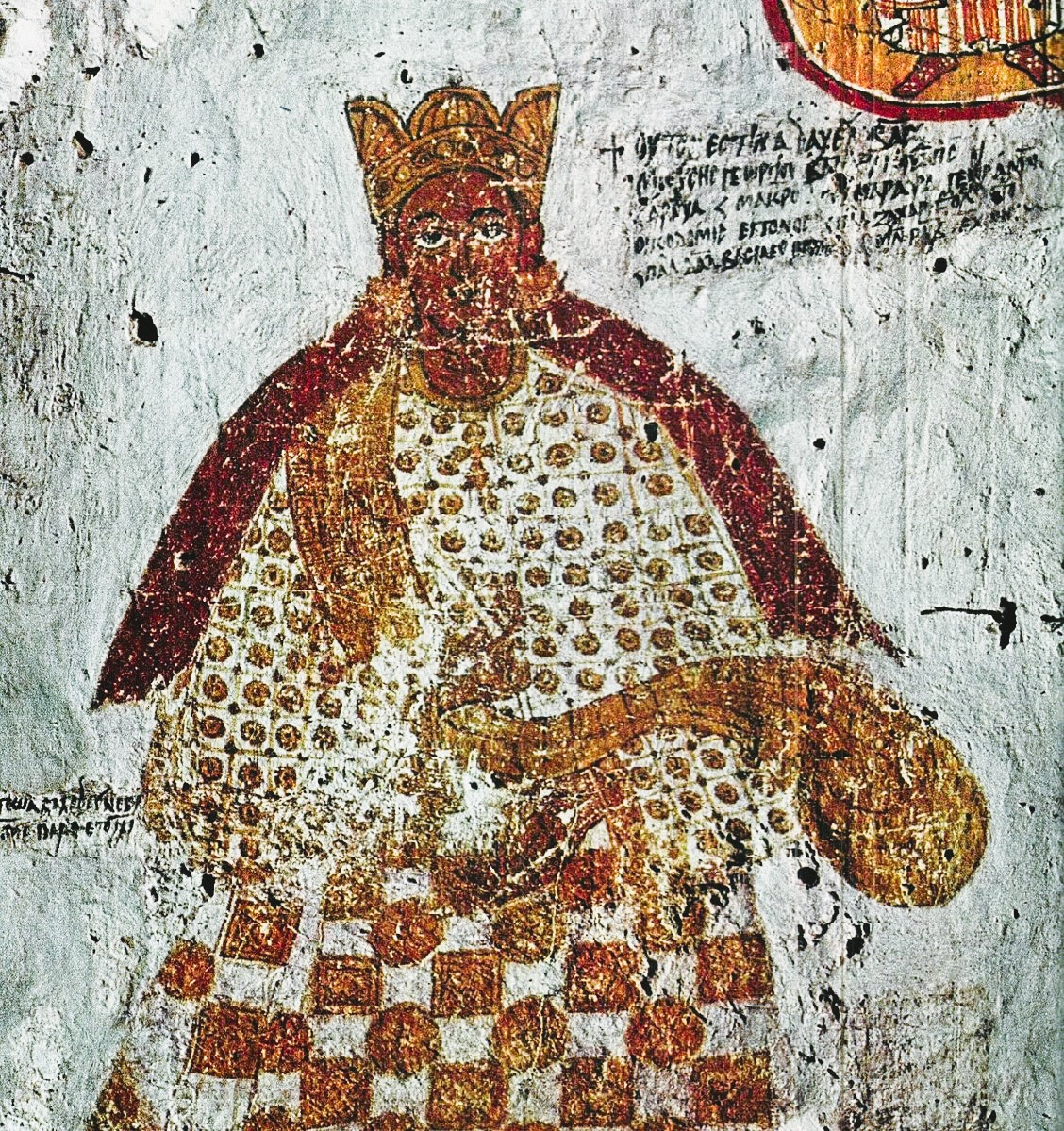
El Rey cristiano Moisés Jorge (Μώσες Γεωργίου) de Makuria

Entre 639 y 641, los árabes musulmanes del califato rashidun invadieron el Egipto bizantino. En 641 o 642, y de nuevo en 652, invadieron Nubia, pero fueron repelidos, lo que convirtió a los nubios en uno de los pocos que consiguieron derrotar a los árabes durante la expansión islámica. Posteriormente, el rey de Makuria y los árabes acordaron un pacto único de no agresión que incluía también un intercambio anual de regalos, reconociendo así la independencia de Makuria. Aunque los árabes no lograron conquistar Nubia, comenzaron a asentarse al este del Nilo, donde acabaron fundando varias ciudades portuarias y se casaron con los beja locales.
Desde mediados del siglo VIII hasta mediados del siglo XI, el poder político y el desarrollo cultural de la Nubia cristiana alcanzaron su punto álgido. En 747, Makuria invadió Egipto, que en ese momento pertenecía a los omeyas en decadencia, y volvió a hacerlo a principios de la década de 960, cuando llegó tan al norte como Akhmim. Makuria mantuvo estrechos lazos dinásticos con Alodia, lo que quizá dio lugar a la unificación temporal de los dos reinos en un solo estado. La cultura de los nubios medievales se ha descrito como "afrobizantina", pero también estaba cada vez más influida por la cultura árabe. 
La organización estatal estaba muy centralizada y se basaba en la burocracia bizantina de los siglos VI y VII. El arte floreció en forma de pinturas en cerámica y, sobre todo, murales. Los nubios desarrollaron un alfabeto para su lengua, el nobiin antiguo, basado en el alfabeto copto, aunque también utilizaban el griego y el árabe. Las mujeres gozaban de un alto estatus social: tenían acceso a la educación, podían poseer, comprar y vender tierras y a menudo utilizaban su riqueza para dotar iglesias y pinturas eclesiásticas. Incluso la sucesión real era matrilineal, siendo el hijo de la hermana del rey el heredero legítimo.
Desde finales de los siglos XI-XII, la capital de Makuria, Dongola, estaba en declive, y la capital de Alodia también lo estuvo en el siglo XII. En los siglos XIV y XV las tribus beduinas invadieron la mayor parte de Sudán, emigrando a Butana, Gezira, Kordofán y Darfur. En 1365, una guerra civil obligó a la corte de Makuria a huir a Gebel Adda, en la Baja Nubia, mientras que Dongola fue destruida y abandonada a los árabes. Después, Makuria siguió existiendo sólo como un pequeño reino. Tras el próspero reinado del rey Joel (fl. 1463-1484), Makuria se derrumbó. Las zonas costeras desde el sur de Sudán hasta la ciudad portuaria de Suakin fueron sucedidas por el sultanato de Adal en el siglo XV. Al sur, el reino de Alodia cayó en manos de los árabes, comandados por el líder tribal Abdallah Jamma, o de los Funj, un pueblo africano originario del sur. Las fechas oscilan entre el siglo IX después de la Hijra (c. 1396-1494), finales del siglo XV, 1504 y 1509. Es posible que sobreviviera un estado alodiano en forma del reino de Fazughli, que duró hasta 1685.

### Reinos islámicos de Sennar y Darfur (c. 1500-1821)
En 1504 se tiene constancia de que los funj fundaron el reino de Sennar, al que se incorporó el reino de Abdallah Jamma. En 1523, cuando el viajero judío David Reubeni visitó Sudán, el estado Funj ya se extendía hasta Dongola. Mientras tanto, el islam comenzó a ser predicado en el Nilo por los santones sufíes que se establecieron allí en los siglos XV y XVI, y en la visita de David Reubeni se tenía constancia de que el rey Amara Dunqas, anteriormente pagano o cristiano nominal, era musulmán. Sin embargo, los funj conservarían costumbres poco islámicas, como la realeza divina o el consumo de alcohol, hasta el siglo XVIII. El islam popular sudanés conservó muchos rituales procedentes de tradiciones cristianas hasta un pasado reciente.
Pronto los Funj entraron en conflicto con los otomanos, que habían ocupado Suakin hacia 1526 y finalmente avanzaron hacia el sur a lo largo del Nilo, alcanzando la zona de su tercera catarata entre 1583 y 1584. Un posterior intento otomano de capturar Dongola fue rechazado por los funj en 1585. Posteriormente, Hannik, situada justo al sur de la tercera catarata, marcaría la frontera entre los dos estados. Tras la invasión otomana se produjo el intento de usurpación de Ajib, un rey menor del norte de Nubia. Aunque los funj acabaron matándolo en 1611 o 1612, a sus sucesores, los Abdallab, se les concedió gobernar todo el norte de la confluencia de los Nilos Azul y Blanco con considerable autonomía.
Durante el siglo XVII, el Estado funj alcanzó su máxima extensión[88], pero en el siglo siguiente comenzó a declinar. Un golpe de Estado en 1718 trajo consigo un cambio dinástico, mientras que otro en 1761-1762 dio lugar a la regencia hamaj, en la que los hamaj (pueblo procedente de las tierras fronterizas etíopes) gobernaban de hecho mientras que los sultanes funj eran sus meros súbditos Poco después, el sultanato empezó a fragmentarse; a principios del siglo XIX, se limitaba esencialmente a Gezira.
El golpe de Estado de 1718 inició una política de islamismo más ortodoxo, que a su vez fomentó la arabización del Estado. Para legitimar su dominio sobre sus súbditos árabes, los funj empezaron a propagar una descendencia omeya[96]. Al norte de la confluencia del Nilo Azul y el Blanco, hasta Al Dabbah, los nubios adoptaron la identidad tribal de los árabes jaalin. Hasta el siglo XIX, el árabe había logrado convertirse en la lengua dominante del Sudán ribereño central y de la mayor parte de Kordofán.
Al oeste del Nilo, en Darfur, el periodo islámico vio surgir primero el reino de Tunjur, que sustituyó al antiguo reino de Daju en el siglo XV y se extendió hasta Wadai. Los tunjur eran probablemente bereberes arabizados y, al menos su élite dirigente, musulmanes. En el siglo XVII, los tunjur fueron expulsados del poder por el sultanato Fur Keira. El estado Keira, nominalmente musulmán desde el reinado de Sulayman Solong (r. c. 1660-1680), fue inicialmente un pequeño reino en el norte de Jebel Marra, pero se expandió hacia el oeste y el norte a principios del siglo XVIII y hacia el este bajo el gobierno de Muhammad Tayrab (r. 1751-1786), que alcanzó su punto álgido con la conquista de Kordofán en 1785. El apogeo de este imperio, que tenía aproximadamente el tamaño de la actual Nigeria, duraría hasta 1821.

### Época moderna

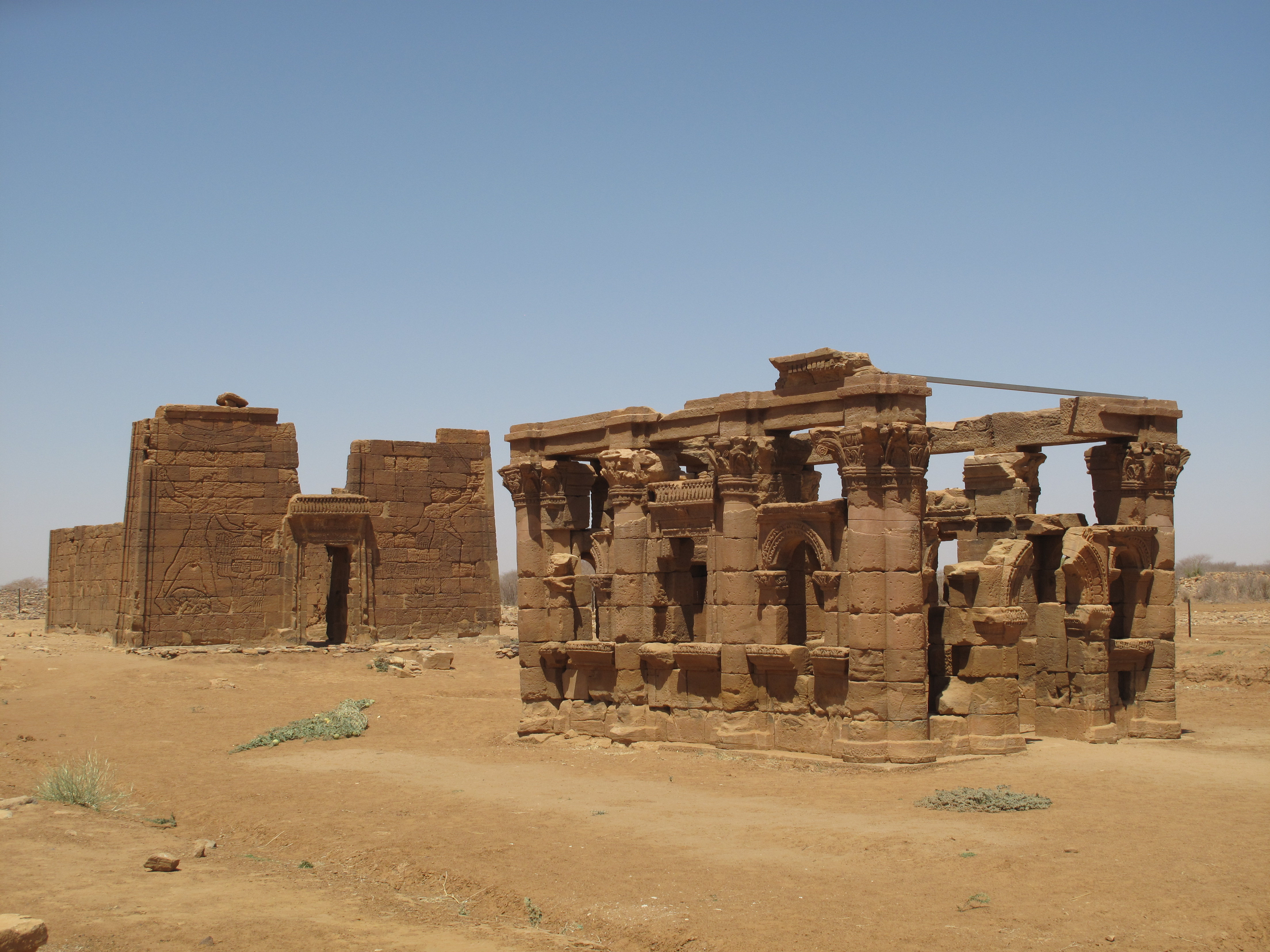
Yacimientos arqueológicos de la Isla de Meroe (Sudán).

En el año 1863 los británicos Baker y Gordon fueron nombrados gobernadores del país con el fin de mejorar las negociaciones entre saudis y libanos, sometiendo a favor de Egipto todo el territorio hasta los límites de Uganda. Después de la dimisión de los gobernadores, la situación empeoró contribuyendo al triunfo del islam. De esta manera Mohamed Ahmed se proclamó “Mahdi” o guía del islam, predicando dicha religión y denunciando a los turcos como musulmanes indignos. En enero de 1883, Ahmed capturó El Obeid, y en noviembre venció a un ejército de 10 000 hombres enviados por el británico Hicks desde Egipto. Mientras, su emir Osman Digna, derrotó a 4000 egipcios cerca de Suakin, y el gobernador británico de Bahr-el-Ghazal fue enviado preso a Omdurmán. Entonces desde Egipto fue enviado el general Gordon con instrucciones de invadir y aplastar la revolución, pero fue sitiado por el Madhi, y las vacilaciones del gobierno británico le permitieron ocupar Jartum el 26 de enero de 1885, tras lo cual dio muerte al general británico y a toda su tropa en lo que fue la mayor derrota de las fuerzas británicas en África. Un mes más tarde de esta gran victoria, el Mahdi murió envenenado en Omdurmán, y le sucedió en el cargo Abdullahi-el-Teishi, quien aunque fue derrotado por los británicos en Kosheh logró ocupar Dóngola y Nubia. En 1886 los mahdistas conquistaron Gallabat, pero a partir de 1896 el ejército anglo-egipcio, al mando del general Kitchener, les causó repetidas y sangrientas derrotas que concluyeron con el fin de la revuelta revolucionaria.

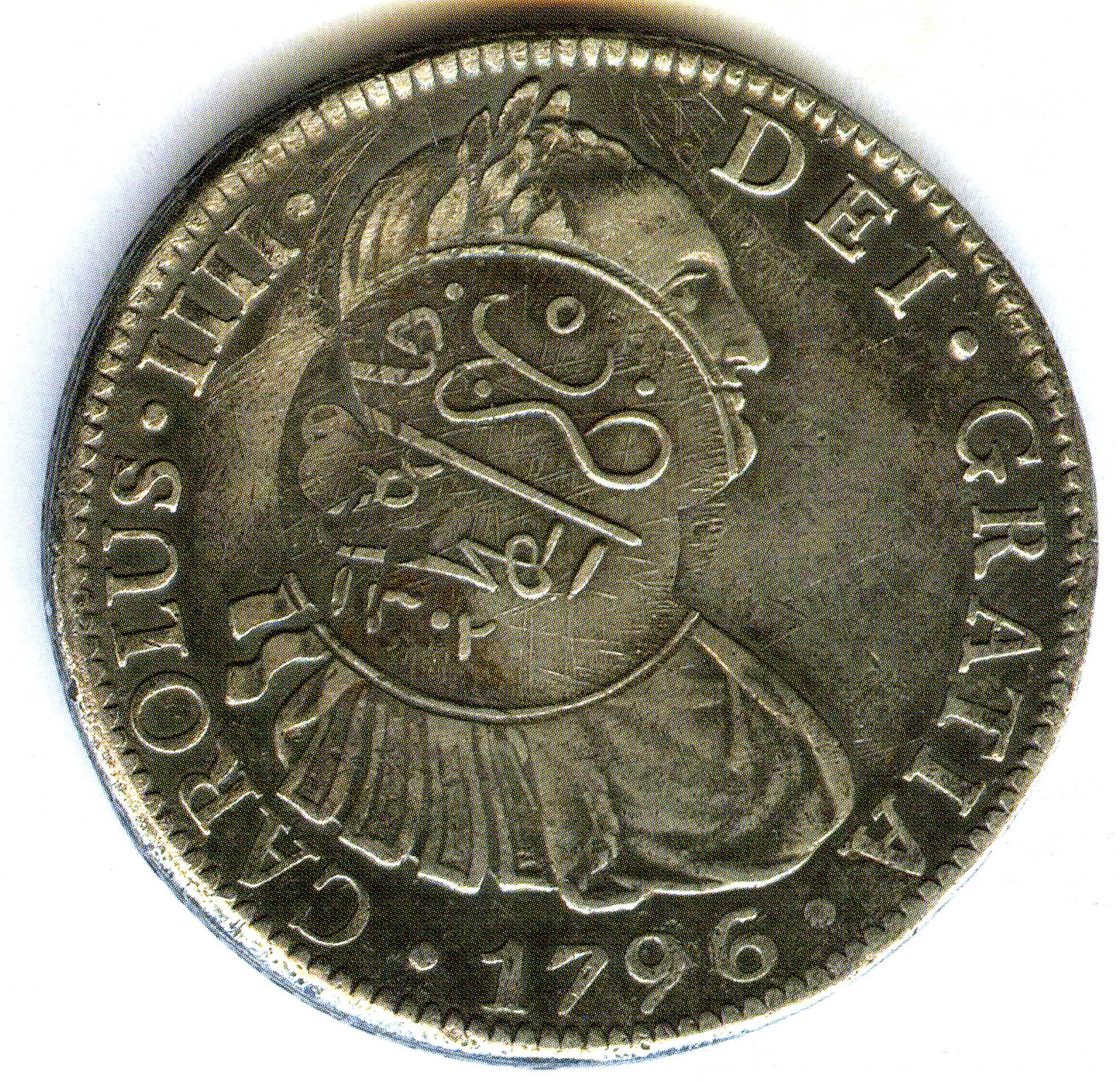
Moneda española de 8 reales con inscripción estampada por los mahdistas en 1885.

Durante la revuelta, en el año 1885, los revolucionarios mahdistas contramarcaron las monedas en circulación con un resello circular, revalorizando su valor por un rial. Se conocen monedas egipcias de vellón y plata, ocho reales españoles, cinco francos franceses, piastras y táleros de María Teresa I de Austria con esta contramarca.
El año anterior a la independencia, en 1955, los sudaneses del sur se embarcaron en la primera guerra civil sudanesa.

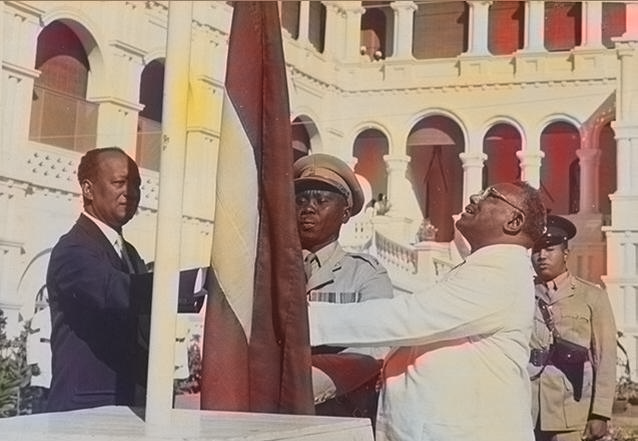
Izado de la bandera de Sudán el 1 de enero de 1956 por el primer ministro Ismail al-Azhari en presencia del líder de la oposición, Mohamed Ahmed Almahjoub.

### Independencia
Después de la independencia, Sudán tuvo una serie de gobiernos, entre los cuales hubo un gobierno militar entre 1958 y 1964, que fueron incapaces de aceptar una constitución permanente o solucionar problemas como el faccionalismo, el estancamiento económico, y la disidencia étnica. Muchos de los conflictos étnicos nacen entre los habitantes del norte (musulmanes que representan el 70% de los habitantes de Sudán) y los del sur (africanos animistas, 25% de la población sudanesa, y cristianos, el 5%), debido también a una fuerte disparidad económica entre las regiones, ya que durante el régimen colonial británico la atención se centró en la colonia del norte. Las tensiones condujeron a un segundo golpe militar el 25 de mayo de 1969. El líder del golpe, coronel Yaffar al-Numeiry, fue nombrado primer ministro. El nuevo régimen abolió el parlamento e ilegalizó a todos los partidos políticos. Siguieron muchos años de conflictos militares entre el gobierno sudanés, con mayoría de árabes y musulmanes del norte, contra los no musulmanes en el sur.
La proximidad con los Estados Unidos aumentó bajo la administración de Ronald Reagan. La ayuda de Estados Unidos aumentó de $5 millones en 1979 a $200 millones en 1983 y luego a $254 millones en 1985, principalmente para programas militares. De este modo, Sudán se ha convertido en el segundo mayor receptor de la ayuda estadounidense en África (después de Egipto). Se construyeron cuatro bases aéreas para alojar unidades de la Fuerza de Despliegue Rápido y una potente estación de escucha cerca de Puerto Sudán. En 1984 y 1985, después de un período de sequía, varios millones de personas se vieron amenazadas por la hambruna, especialmente en el Sudán occidental. El régimen se aseguró de ocultar la situación a nivel internacional.
En marzo de 1985, el anuncio del aumento de los precios de los productos de primera necesidad a petición del Fondo Monetario Internacional, con que el régimen estaba negociando, desencadenó las primeras manifestaciones. El 2 de abril, ocho sindicatos llamaron a la movilización y a una "huelga política general hasta la abolición del régimen actual". El día 3, las manifestaciones masivas sacudieron Jartum y las principales ciudades del país. La huelga paralizó las instituciones y la economía. Otro golpe de Estado, dirigido por el general Abdel Rahman Swar al-Dahab, restauró un gobierno civil. Sin embargo, la guerra civil mataba cada vez a más personas y la situación económica seguía deteriorándose.
En septiembre de 1983, el presidente Yaffar al-Numeiry creó un estado federal que incluía a tres en Sudán del Sur, pero más tarde introdujo la ley de la sharia y los disolvió, lo que provocó la segunda guerra civil sudanesa.
Debido a la escasez de combustible y pan, una insurgencia creciente en el sur, la sequía y la hambruna, se produjo el 6 de abril de 1985 otro golpe militar dirigido por el general Abdel Rahman Swar al-Dahab, que restauró un gobierno civil. Sin embargo, la guerra civil se intensificó y la economía continuó deteriorándose. En 1989 el general Omar el-Bashir fue nombrado presidente y jefe de Estado, primer ministro y jefe de las fuerzas armadas.
La segunda guerra civil desplazó a más de 4 millones de habitantes del sur. Algunos huyeron hacia las ciudades del sur como Yuba y otros emigraron hacia el norte a ciudades como la capital Jartum, e inclusive a países vecinos.

### Conflicto de Darfur

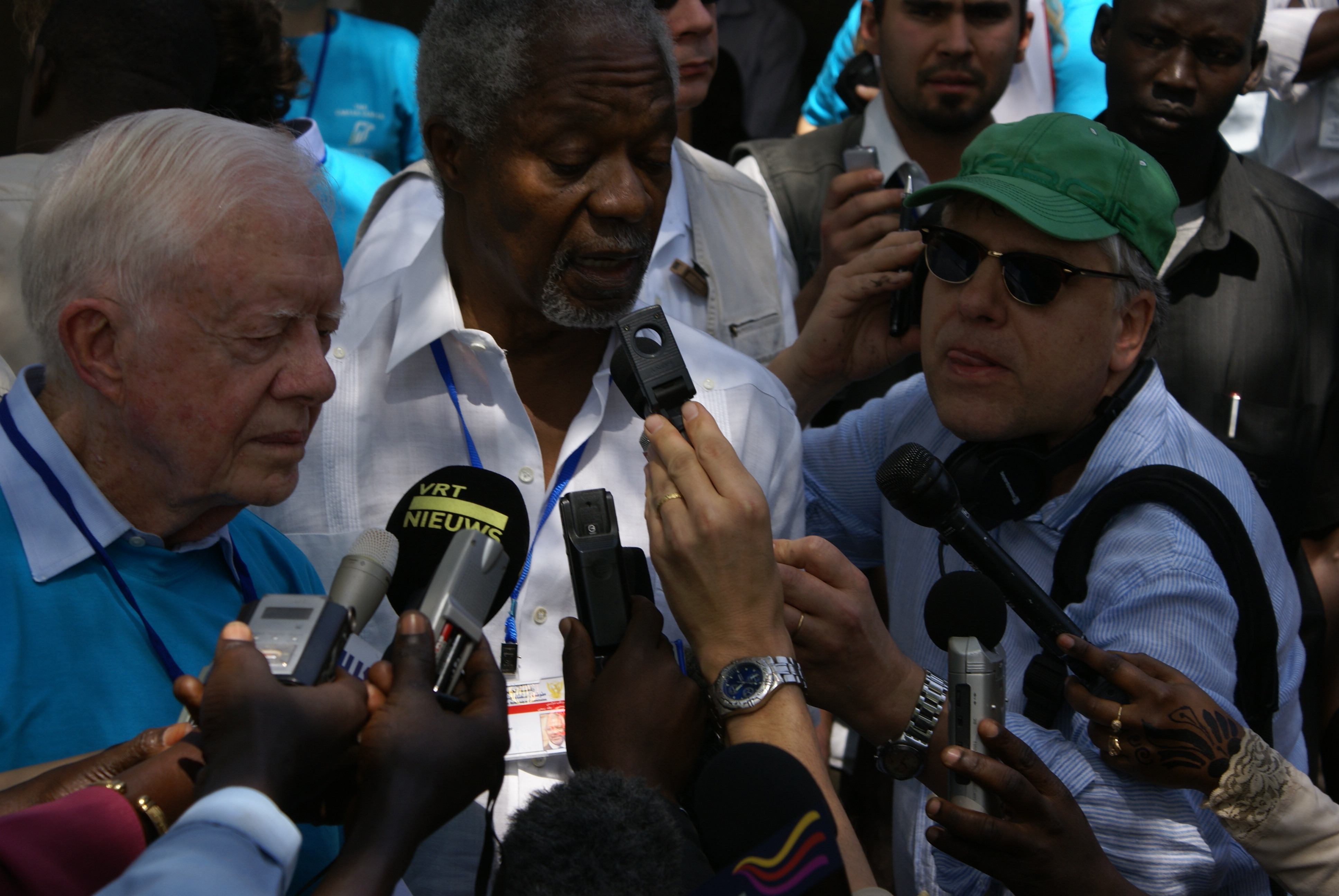
Kofi Annan y Jimmy Carter durante el referéndum sobre la Independencia de Sudán del Sur con respecto de Sudán

En 2003 surgió el conflicto de Darfur, un conflicto militar entre los yanyauid, un grupo de milicianos formados por miembros de las tribus baggara de los abbala (criadores árabes de camellos) y los pueblos de raza negra, no baggaras y principalmente agricultores.

### Independencia de Sudán del Sur
En el año 2011 se votó un referendo con el que se buscaba dar fin a los problemas étnicos y territoriales de esta atribulada nación, con lo cual se escindió en dos entidades nacionales: una al norte, musulmán y proárabe, y otra al sur, de tendencia tradicional cristiana y animista. Por la escisión de Sudán en dos entes nacionales se daría en teoría fin a tantos años de amargas y trágicas muertes y desplazamientos, tanto en Sudán del Sur como la estabilización del norte, así como la superficie y la población de Sudán se reducirán de manera notable. En 2018, el régimen de Omar al-Bashir puso en marcha un plan de austeridad del Fondo Monetario Internacional, transfiriendo algunos sectores de importaciones al sector privado. Como resultado, el precio del pan se duplicó y el precio de la gasolina aumentó en un 30%. La inflación alcanzó el 40%. Los movimientos estudiantiles y el Partido Comunista de Sudán organizaron manifestaciones para desafiar esta política. Omar al-Bashir reaccionó arrestando al secretario general del Partido Comunista y a otros dos líderes del partido, y cerrando seis periódicos:

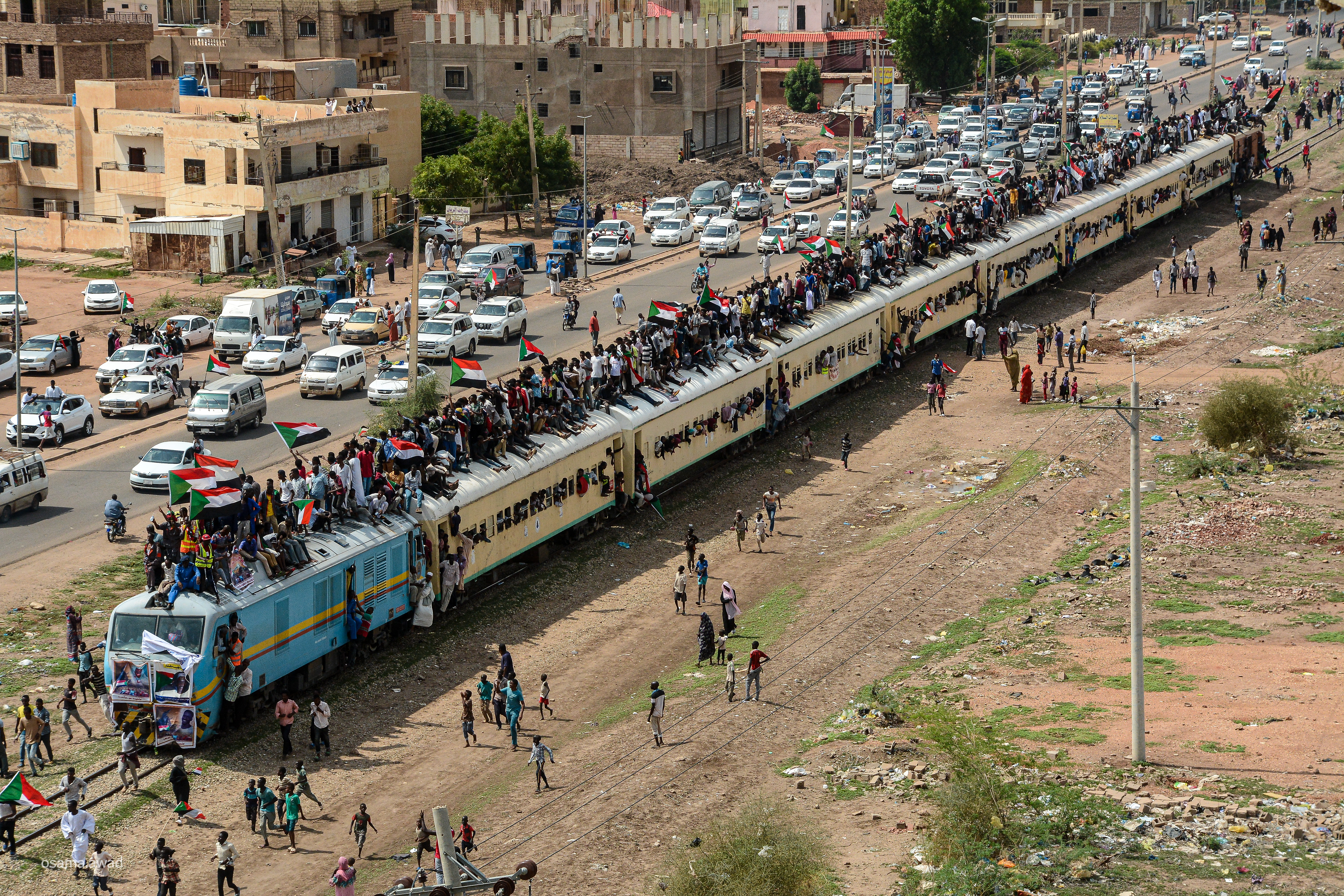
Manifestantes durante la Revolución Sudanesa que derrocó a Omar al-Bashir

### Revolución sudanesa
El 19 de diciembre de 2018 empieza una masiva protesta popular tras la decisión del gobierno de triplicar el precio de productos básicos, en un momento en que el país sufría una aguda escasez de moneda extranjera y una inflación del 70%. El presidente Omar al-Bashir, que había estado en el poder por más de tres décadas, rehusó dejar el cargo, lo que resultó en la convergencia de grupos de oposición para formar una coalición unida. El gobierno tomó represalias arrestando a más de 800 figuras de la oposición y manifestantes, lo que provocó la muerte de aproximadamente 40 personas según Human Rights Watch.si bien de acuerdo con reportes locales y civiles la cifra era mucho más alta. Los intentos de represión por parte de las fuerzas policiales chocaron con el ejército, quien apoyaba a los manifestantes. El 11 de abril de 2019, tras una sentada masiva frente a los cuarteles generales de las Fuerzas Armadas de Sudán, el ministro de defensa y jefe del ejército, Ahmed Awad Ibn Auf, encabeza un golpe de Estado que provoca la caída del régimen de al-Bashir, ordenando su arresto y declarando un estado de emergencia de tres meses. Las protestas continuaron, y más de 100 personas murieron el 3 de junio cuando fuerzas de seguridad dispersaron la sentada con gas lacrimógeno y armas de fuego, en lo que se conoce como la masacre de Jartum, que llevó a que Sudán fuera suspendido de la Unión Africana. Se reportó que los jóvenes sudaneses eran quienes lideraban la protesta. Las protestas terminaron cuando las Fuerzas de la Libertad y el Cambio (una alianza de grupos organizando las protestas) y el Consejo Militar Transitorio firmaron el acuerdo político de julio de 2019 y el borrador de la Declaración Constitucional de 2019. Auf anunció la creación de un gobierno de transición de dos años, tras el cual estaba previsto que se celebrasen elecciones. Las instituciones y procedimientos transicionales incluyeron la creación de un Consejo Soberano de Sudán, militar y civil, como líder de estado, un nuevo jefe de justicia de Sudán como cabeza de la rama judicial del poder, Nemat Abdullah Khair, y un nuevo primer ministro. El ex primer ministro Abdalla Hamdok, un economista de 61 años que previamente trabajó para la Comisión Económica para África de las Naciones Unidas, fue juramentado el 21 de agosto de 2019. Hamdok inició conversaciones con el FMI y el Banco Mundial con el objeto de estabilizar la economía, que estaba en graves aprietos a raíz de la escasez de comida, combustible y moneda fuerte. Hamdok estimaba que 10 mil millones de dólares a lo largo de dos años serían suficientes para detener el pánico, y afirmó que más de 70% del presupuesto de 2018 se había gastado en medidas relacionadas con la guerra civil. Los gobiernos de Arabia Saudita y Emiratos Árabes Unidos habían invertido sumas significativas en apoyo del consejo militar desde el derrocamiento de al-Bashir. El 3 de septiembre, Hamdok nombró 14 ministros civiles, incluyendo en su gabinete a dos mujeres: la primera ministra de relaciones extranjeras mujer, así como la primera cristiana copta. Para agosto de 2021 el país era gobernado conjuntamente por el jefe del Consejo Soberano Transicional, Abdel Fattah al-Burhan, y el primer ministro Abdallah Hamdok.

### Golpe de Estado de 2021 y régimen de al-Burhan
El 21 de septiembre de 2021, el gobierno sudanés anunció un fallido intento de golpe de Estado a manos de los militares, que llevó al arresto de 40 oficiales.
Un mes después del fallido intento de golpe, un segundo golpe militar tuvo lugar el 25 de octubre de 2021, que resultó en la destitución del gobierno civil, incluyendo al primer ministro Abdalla Hamdok. El golpe fue liderado por el general Abdel Fattah al-Burhan, quien procedió a declarar un estado de emergencia. Abdel Fattah al-Burhan tomó el cargo como líder de facto de estado de Sudán y conformó su nuevo gobierno con el apoyo del ejército el 11 de noviembre de 2021.
El 21 de noviembre de 2021, Hamdok fue nombrado de nuevo primer ministro tras un acuerdo político firmado por al-Burhan para restaurar la transición al gobierno civil (si bien al-Burhan mantuvo el control). El acuerdo de 14 puntos instaba a la liberación de todos los prisioneros políticos detenidos durante el golpe de Estado y estipulaba que una declaración constitucional seguía siendo la base de una transición política. Hamdok despidió al jefe de policía Khaled Mahdi Ibrahim al-Emam y a su segundo al mando, Ali Ibrahim.
El 2 de enero de 2022, Hamdok anunció su renuncia al cargo de primer mInistro tras una de las protestas más letales hasta la fecha. Le sucedió en el cargo Osman Hussein. Para marzo de 2022 más de mil personas, entre ellas 148 niños, habían sido arrestadas por oponerse al golpe de Estado, además de haber 25 denuncias de violación y el asesinato de 87 personas, incluyendo 11 niños.

### 2023-presente: conflicto interno
En abril de 2023, en medio de discusiones sobre un plan internacional para una transición a un gobierno civil, disputas por el poder aumentaron entre el comandante del ejército, y líder nacional de facto, Abdel Fattah al-Burhan, y su diputado Hemedti, líder de la fuertemente armada organización paramilitar Fuerzas de Apoyo Rápido (FAR), formada a partir de la milicia yanyauid.
El 15 de abril de 2023, el conflicto estalló en una guerra civil empezando con batallas en las calles de Jartum entre el ejército y las FAR, involucrando tropas, tanques de guerra y aviones. Para el tercer día, se reportaba la muerte de 400 personas y al menos 3500 heridos, de acuerdo con las Naciones Unidas. Entre los muertos se encontraron tres trabajadores del Programa Mundial de Alimentos, lo que desencadenó una suspensión del trabajo de la organización en Sudán, a pesar de que la hambruna afligía gran parte del país. El general sudanés Yasser al-Atta afirmó que los Emiratos Árabes Unidos estaban brindado suministros a las FAR que se usaban en la guerra.
Tanto las Fuerzas Armadas de Sudán como las Fuerzas de Apoyo Rápido son acusadas de cometer crímenes de guerra. Para el 29 de diciembre de 2023, más de 5,8 millones de personas habían sido desplazadas y más de 1,5 millones adicionales habían escapado del país como refugiados, y se ha reportado la muerte de muchos civiles en Darfur como parte de las masacres de Masalit. Alrededor de 15 mil personas fueron asesinadas en la ciudad de Geneina.
Como resultado de la guerra, el Programa Mundial de Alimentos publicó un reporte el 22 de febrero de 2024 afirmando que más del 95% de la población de Sudán no tenía dinero suficiente para una sola comida al día. Para abril de 2024, las Naciones Unidas reportaban que más de 8,6 millones de personas habían sido desplazadas de sus casas, mientras que 18 millones enfrentaban hambre severa, 5 millones de ellas a niveles de emergencia. En mayo de 2024, oficiales del gobierno de los Estados Unidos estimaron que al menos 150 mil personas habían muerto en la guerra en sólo 2023. La aparente focalización de las FAR en comunidades indígenas negras, particularmente alrededor de la ciudad de El Fasher, ha llevado a que oficiales internaciones adviertan del riesgo de que se repita la historia con otro genocidio en la región de Darfur.
El 31 de mayo de 2024 se organizó una conferencia en la Cámara de Representates de los Estados Unidos por parte de la congresista Eleanor Holmes Norton para abordar la crisis humanitaria de Sudán. Un informe del Departamento de Estado de ese país en relación con la injerencia de los Emiratos Árabes Unidos en Sudán, incluyendo crímenes de guerra y exportaciones de armas, fue el tema principal de la discusión. Un panelista invitado, el miembro del consejo Mohamed Seifeldein, pidió que se pusiera fin a la injerencia emiratí en Sudán, afirmando que su rol de usar a las FAR en Sudán y también en la guerra civil en Yemen «tiene que detenerse». Seifeldein, junto con el también panelista Hagir S. Elsheikh, urgieron a la comunidad internacional a detener todo tipo de apoyo a las FAR, enfatizando el destructivo papel del grupo militante en Sudán. Elsheikh recomendó también que se usaran las redes sociales para generar consciencia sobre la guerra sudanesa y ejercer presión sobre los oficiales electos de los Estados Unidos para detener la venta de armas a los Emiratos Árabes Unidos.

## Política y Gobierno

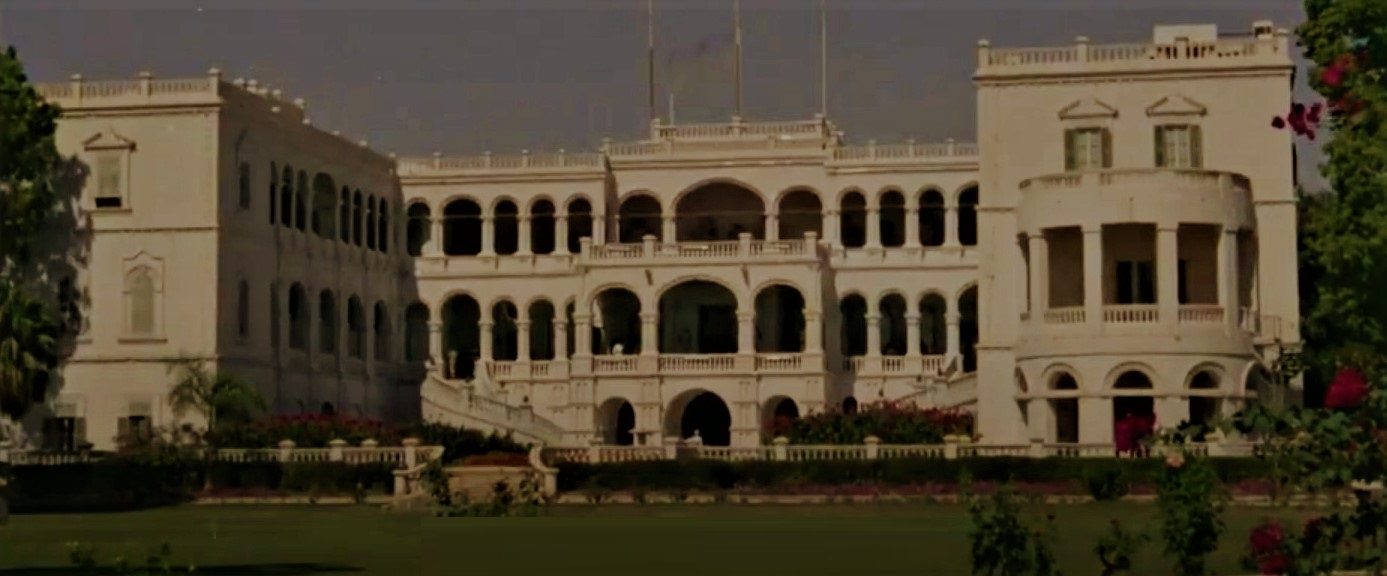
Vista del Antiguo Palacio Presidencial de Sudán

La política de Sudán se desarrolló formalmente en el marco de una república islámica autoritaria federal hasta abril de 2019, cuando el régimen del presidente Omar al Bashir fue derrocado en un golpe militar dirigido por el vicepresidente Ahmed Awad Ibn Auf. Como medida inicial estableció el Consejo Militar de Transición para gestionar los asuntos internos del país. También suspendió la Constitución y disolvió el Parlamento bicameral, la Asamblea Nacional (cámara baja) y el Consejo de Estados (cámara alta). Ibn Auf, sin embargo, permaneció en el cargo solo un día y luego dimitió, con lo que el liderazgo del Consejo Militar de Transición pasó a manos de Abdel Fattah al-Burhan. El 4 de agosto de 2019 se firmó una nueva Declaración Constitucional entre los representantes del Consejo Militar de Transición y las Fuerzas de la Libertad y el Cambio, y el 21 de agosto de 2019 el Consejo Militar de Transición fue sustituido oficialmente como jefe de Estado por un Consejo de Soberanía de 11 miembros, y como jefe de Gobierno por un primer ministro civil.
Tras la destitución de Al Bashir, la Constitución provisional firmada en agosto de 2019 no contenía ninguna mención a la sharia. A partir del 12 de julio de 2020, Sudán abolió la ley de apostasía, la flagelación pública y la prohibición del alcohol para los no musulmanes. El borrador de una nueva ley se aprobó a principios de julio.Sudán también penalizó la mutilación genital femenina con penas de hasta 3 años de cárcel. En septiembre de 2020 se firmó un acuerdo entre el gobierno de transición y los líderes de los grupos rebeldes, en el que el gobierno acordaba separar oficialmente el Estado y la religión, poniendo fin a tres décadas de gobierno bajo la ley islámica. También acordó que no se establecería ninguna religión oficial del Estado.
No obstante, el proceso de transición democrática se interrumpió bruscamente el 25 de octubre de 2021, cuando el general al-Burhan lideró un nuevo golpe de Estado, disolviendo el gobierno civil y deteniendo al primer ministro. Esto provocó una ola de protestas populares y una creciente inestabilidad política. La situación empeoró aún más el 15 de abril de 2023, cuando estalló una guerra civil entre el ejército sudanés, liderado por al-Burhan, y las Fuerzas de Apoyo Rápido (RSF), una poderosa milicia comandada por Mohamed Hamdan Dagalo (Hemedti).
Desde el inicio de los enfrentamientos en abril de 2023, la situación humanitaria se ha deteriorado drásticamente. En agosto de 2024, el Comité de Revisión de Hambruna confirmó oficialmente la existencia de hambruna en la región de Darfur, afectando a algunas de las poblaciones más vulnerables, incluidas las personas desplazadas internas en el campamento de Zamzam. Millones más están en riesgo de enfrentar condiciones similares en otras partes del país. Actualmente, la mitad de la población sudanesa —alrededor de 25 millones de personas— necesita asistencia humanitaria y protección. El país enfrenta graves carencias de alimentos, agua, medicamentos y combustible. Más de 25,6 millones de personas sufren inseguridad alimentaria aguda, de las cuales 8,5 millones se encuentran en niveles de emergencia. 

### Política Exterior

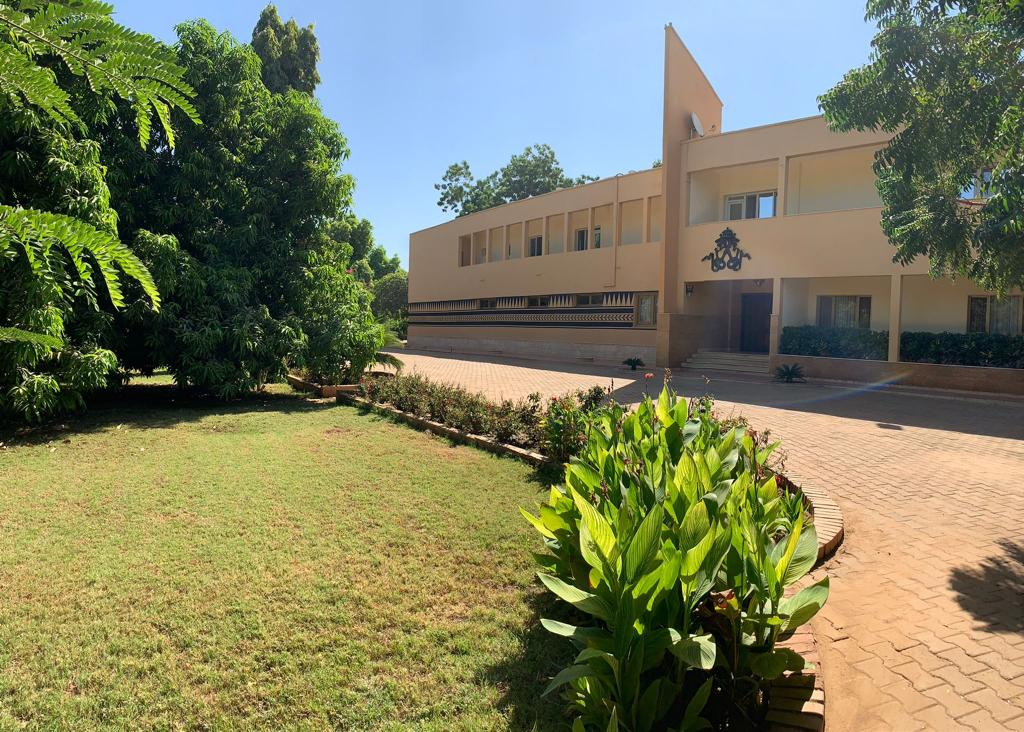
Sede de la Nunciatura Apostólica (embajada de la Ciudad del Vaticano) en Jartum, Sudán

Sudán ha tenido una relación problemática con muchos de sus vecinos y gran parte de la comunidad internacional, debido a lo que se considera su postura islámica radical. Durante gran parte de la década de 1990, Uganda, Kenia y Etiopía formaron una alianza ad hoc denominada "Estados de primera línea", con el apoyo de Estados Unidos, para frenar la influencia del gobierno del Frente Nacional Islámico. El gobierno sudanés apoyó a grupos rebeldes anti ugandeses como el Ejército de Resistencia del Señor (LRA).
A medida que el régimen del Frente Islámico Nacional de Jartum se fue convirtiendo en una amenaza real para la región y el mundo, según algunos analistas Estados Unidos comenzó a incluir a Sudán en su lista de Estados patrocinadores del terrorismo. Después de que Estados Unidos incluyera a Sudán en la referida categoría, el Frente Islámico Nacional decidió desarrollar relaciones con Irak y, más tarde, con Irán, los dos países que han tenido gobiernos más controvertidos de la región.
A partir de mediados de la década de 1990, Sudán comenzó gradualmente a moderar sus posturas como consecuencia de la mayor presión estadounidense tras los atentados de 1998 contra las embajadas de Estados Unidos, en Tanzania y Kenia, y el nuevo desarrollo de los campos petrolíferos que antes estaban en manos de los rebeldes. Sudán también mantiene una disputa territorial con Egipto por el Triángulo de Hala'ib. Desde 2003, las relaciones exteriores de Sudán se han centrado en el apoyo al fin de la segunda guerra civil sudanesa y la condena del apoyo del gobierno a las milicias en la guerra de Darfur.
Sudán mantiene amplias relaciones económicas con China. Este país obtiene de Sudán el diez por ciento de su petróleo. Según un exministro del gobierno sudanés, China es el mayor proveedor de armas de Sudán.

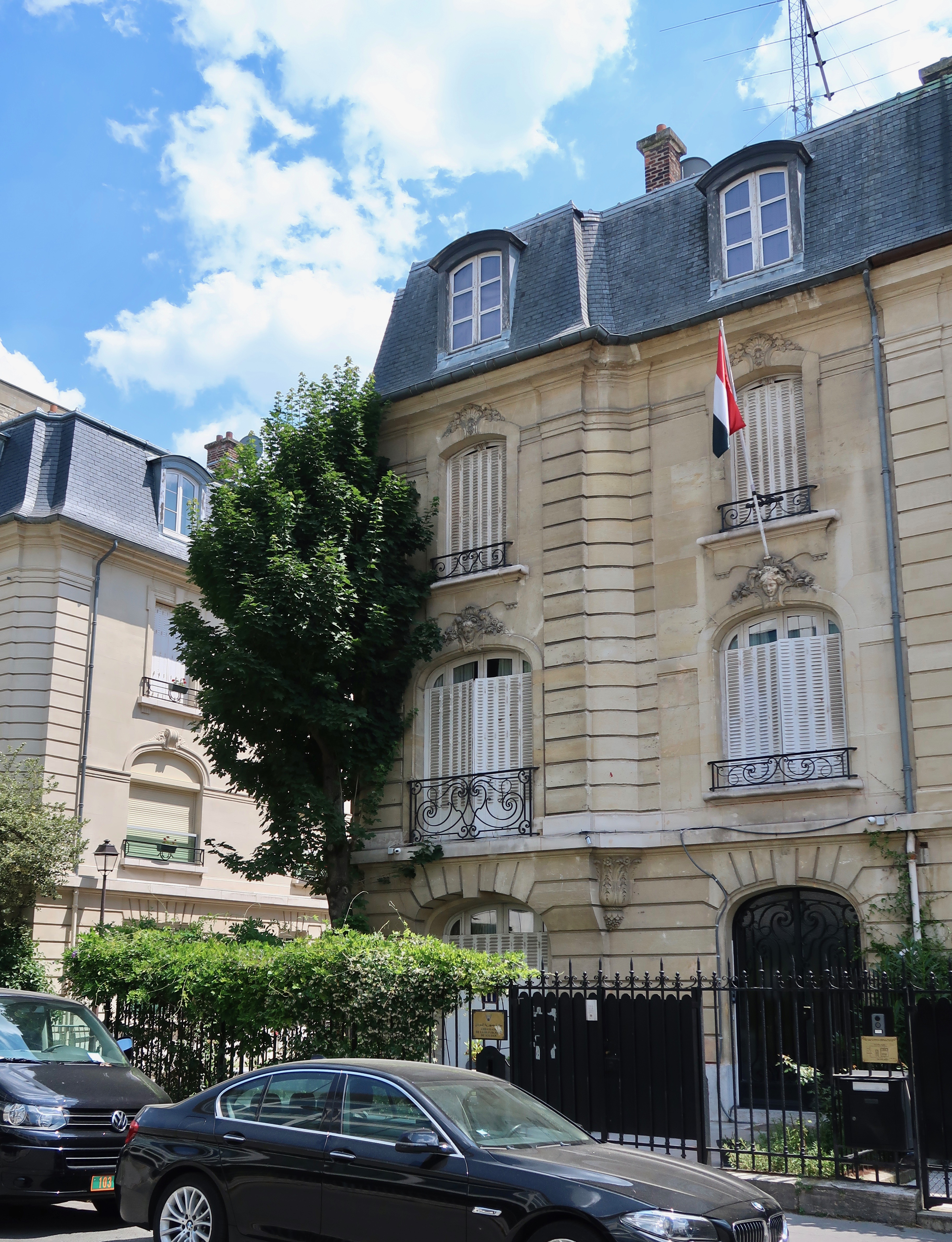
Embajada de Sudán en París, Francia

En diciembre de 2005, Sudán se convirtió en uno de los pocos Estados en reconocer la soberanía marroquí sobre el Sáhara Occidental.
En 2015, Sudán participó en la intervención liderada por Arabia Saudí en Yemen contra los houthis chiíes y las fuerzas leales al expresidente Ali Abdullah Saleh, depuesto en el levantamiento de 2011.
En junio de 2019, Sudán fue suspendido de la Unión Africana por la falta de avances hacia el establecimiento de una autoridad de transición dirigida por civiles desde su reunión inicial tras el golpe de Estado del 11 de abril de 2019.
Se estima que cerca del 50 % de la población desplazada por la fuerza en África Oriental y el Cuerno de África proviene de Sudán. Egipto alberga el mayor número de refugiados sudaneses (1.5 millones), seguido de Chad (773,662), Sudán del Sur (349,935), Libia (256,000), Uganda (72,125) y Etiopía (43,159). 
En julio de 2019, los embajadores ante la ONU de 37 países, incluido Sudán, firmaron una carta conjunta dirigida al CDHNU en la que defienden el trato que China dispensa a los uigures en la región de Xinjiang.
El 23 de octubre de 2020, el presidente de Estados Unidos, Donald Trump, anunció que Sudán comenzaría a normalizar sus lazos con Israel, convirtiéndose en el tercer Estado árabe en hacerlo en el marco de los Acuerdos de Abraham con mediación estadounidense. El 14 de diciembre, el Gobierno de Estados Unidos retiró a Sudán de su lista de Estados patrocinadores del terrorismo; como parte del acuerdo, Sudán aceptó pagar 335 millones de dólares en indemnizaciones a las víctimas de los atentados contra la embajada de 1998.
La disputa entre Sudán y Etiopía por la presa del Gran Renacimiento Etíope se recrudeció en 2021. Un asesor del líder sudanés Abdel Fattah al-Burhan habló de una guerra del agua "que sería más horrible de lo que se pueda imaginar"
En febrero de 2022, se informó de que un enviado sudanés había visitado Israel para promover los lazos entre ambos países.
En los primeros meses de 2023, se reavivaron los combates, principalmente entre las fuerzas militares del general Abdel Fattah al-Burhan, jefe del ejército y jefe de Estado de facto, y las fuerzas paramilitares de Apoyo Rápido dirigidas por su rival, el general Mohamed Hamdan Dagalo.Como consecuencia, Estados Unidos y la mayoría de los países europeos han cerrado sus embajadas en Jartum y han intentado evacuarlas.
En 2023, se calculaba que había 16.000 estadounidenses en Sudán que necesitaban ser evacuados. A falta de un plan oficial de evacuación por parte del Departamento de Estado de Estados Unidos, muchos estadounidenses se han visto obligados a acudir a las embajadas de otras naciones en busca de orientación, y muchos han huido a Nairobi. Otros países africanos y grupos humanitarios han intentado ayudar. Al parecer, la embajada turca ha permitido que los estadounidenses se unan a sus esfuerzos de evacuación de sus propios ciudadanos. Los TRAKboys, una organización política con sede en Sudáfrica que entró en conflicto con el Grupo Wagner, un contratista militar privado ruso que opera en Sudán desde 2017, ha estado ayudando con la evacuación tanto de estadounidenses negros como de ciudadanos sudaneses a lugares seguros en Sudáfrica.

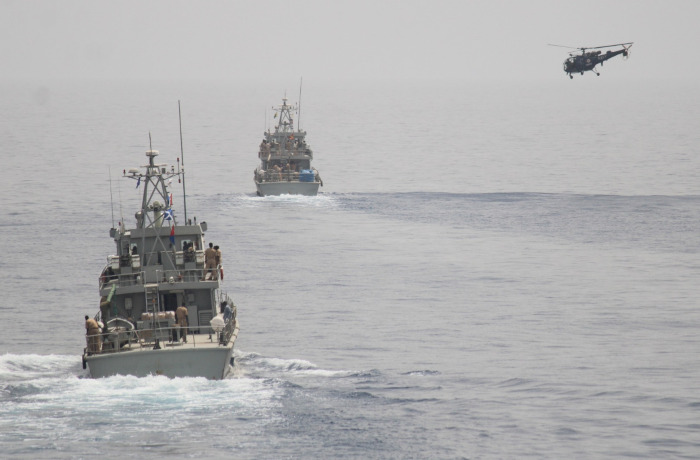
Ejercicios de la Armada de Sudán

### Defensa
Las Fuerzas Armadas de Sudán son las fuerzas regulares de Sudán y están divididas en cinco ramas: el Ejército de Sudán, la Armada de Sudán (incluido el Cuerpo de Marines), la Fuerza Aérea de Sudán, la Patrulla de Fronteras y la Fuerza de Defensa de Asuntos Internos, que suman unos 200.000 efectivos. El ejército de Sudán se ha convertido en una fuerza de combate bien equipada; resultado de la creciente producción local de armas pesadas y avanzadas. Estas fuerzas están bajo el mando de la Asamblea Nacional y sus principios estratégicos incluyen la defensa de las fronteras exteriores de Sudán y la preservación de la seguridad interior.
Los orígenes del ejército sudanés se remontan a seis batallones de soldados negros del sur de Sudán, reclutados por los británicos durante la reconquista de Sudán en 1898[8]. Sudán se convirtió oficialmente en el Sudán anglo-egipcio en 1899. El oficial británico de más alto rango en Egipto, conocido como el Sirdar, también ejerció como gobernador general de Sudán. En 1922, tras los disturbios nacionalistas provocados por el líder egipcio Saad Zaghloul, el Reino Unido concedió la independencia a Egipto. Los egipcios querían más supervisión en Sudán y crearon unidades especializadas de auxiliares sudaneses dentro del ejército egipcio llamadas Al-Awtirah. Esto se convirtió en el núcleo del moderno ejército sudanés.

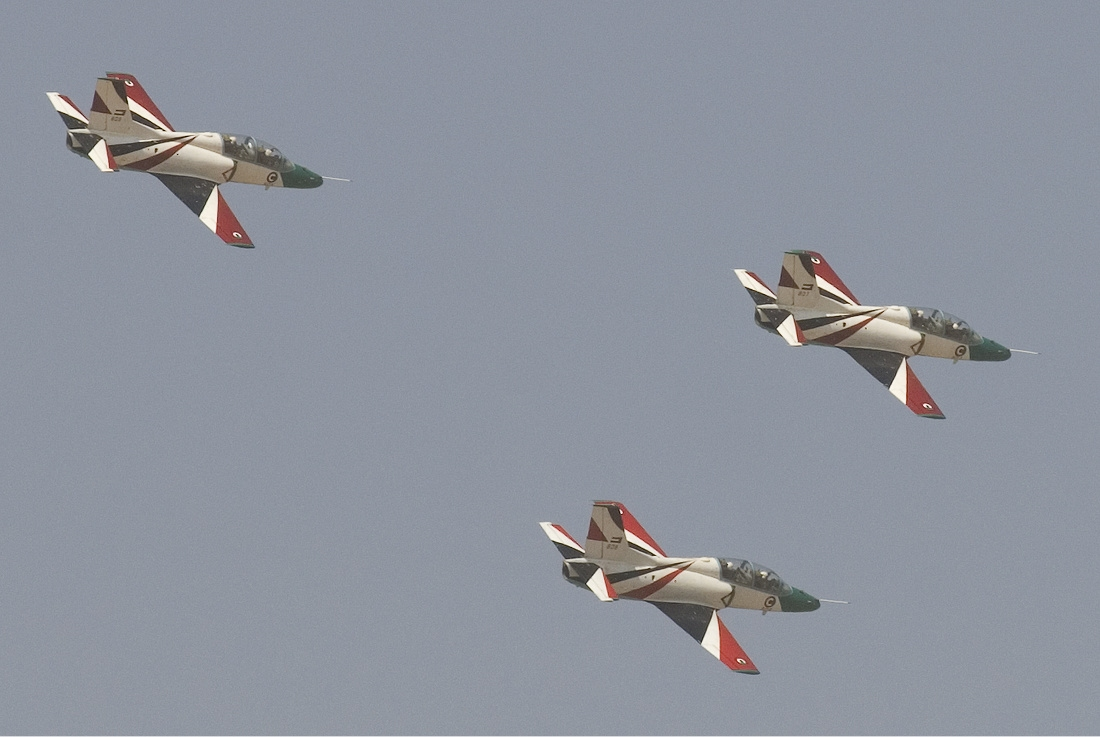
Aviones de la Fuerza Aérea de Sudán (لقوّات الجوّيّة السودانيّة; Sudanese Air Force)

Desde la crisis de Darfur en 2004, mantener a salvo al gobierno central de la resistencia armada y la rebelión de grupos rebeldes paramilitares como el Ejército Popular de Liberación de Sudán (SPLA), el Ejército de Liberación de Sudán (SLA) y el Movimiento Justicia e Igualdad (JEM) han sido prioridades importantes. Aunque no es oficial, el ejército sudanés también utiliza milicias nómadas, la más destacada de las cuales es la Janjaweed, en la ejecución de una guerra de contrainsurgencia. Entre 200.000 y 400.000 personas han muerto en las violentas luchas.
En 2016-2017, las paramilitares Fuerzas de Apoyo Rápido (FAR) contaban con 40.000 miembros que participaban en la guerra civil yemení (de los cuales 10.000 regresaron a Sudán en octubre de 2019) El estallido del conflicto de Sudán de 2023 vio cómo las FAS y las FAR luchaban entre sí

### Organización territorial

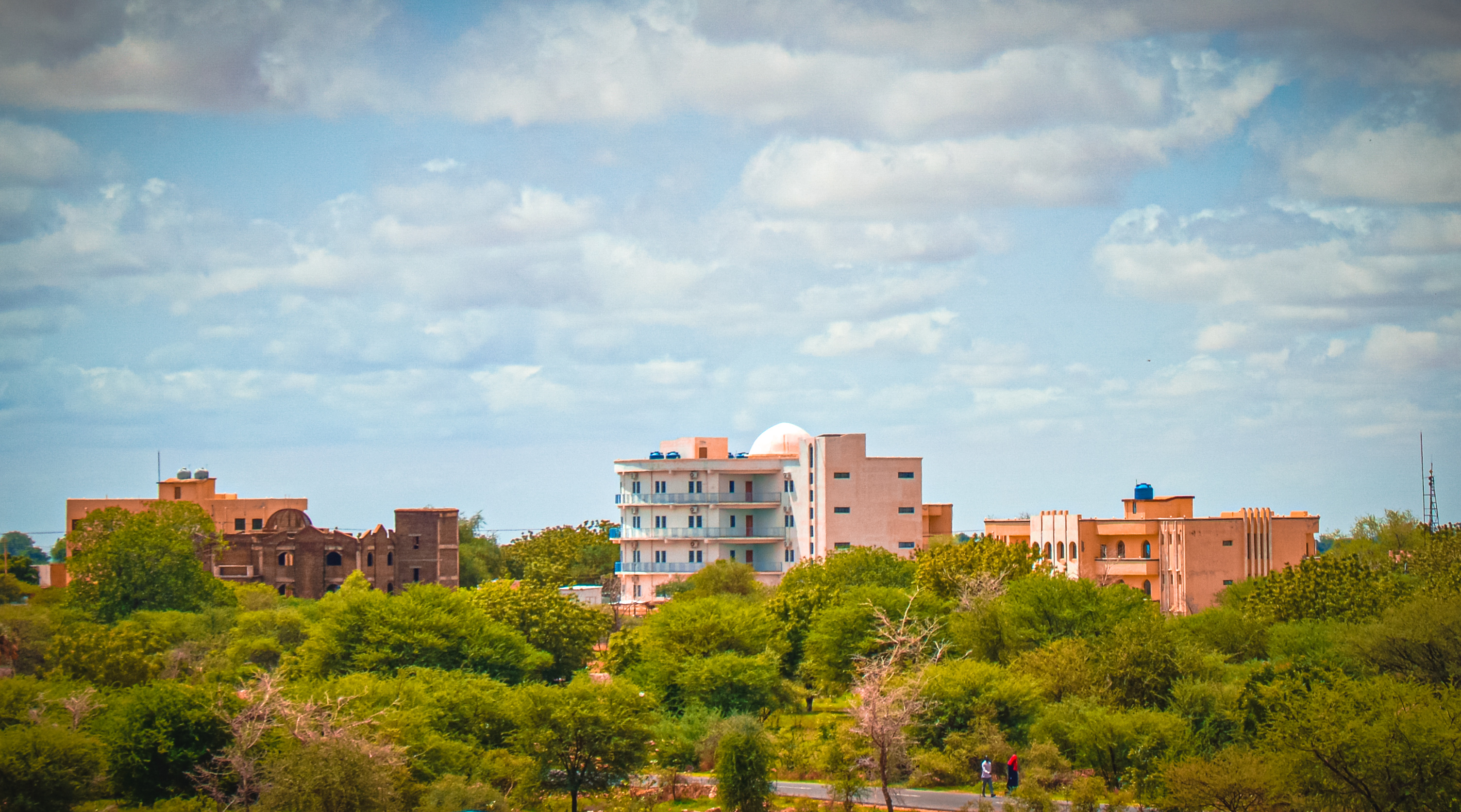
Nyala en el estado de Darfur del Sur

Sudán está dividido actualmente en 18 estados. Estos son (nombre árabe en paréntesis; la transcripción al español puede variar según distintas fuentes):
- 1 -  Jartum (Al-Chartum)

- 2 -  Kordofán del Norte (Shamal Kurdufan)

- 3 -  Norte (Asch-Shamaliyah)

- 4 -  Kassala (Ash Sharqiyah)

- 5 -  Nilo Azul (An Nil al Azraq)

- 6 -  Darfur del Norte (Shamal Darfur)

- 7 -  Darfur del Sur (Janub Darfur)

- 8 -  Kordofán del Sur (Janub Kurdufan)

- 9 -  Gezira (Al Jazirah)

- 10 - Nilo Blanco (An Nil al Abyad)

- Jartum en el estado del mismo nombre11 - Río Nilo (Nahr an-Nil)

- 12 - Mar Rojo (Al Bahr al Ahmar)

- 13 - Gadarif (Al-Qadarif)

- 14 - Sennar (Sannar)

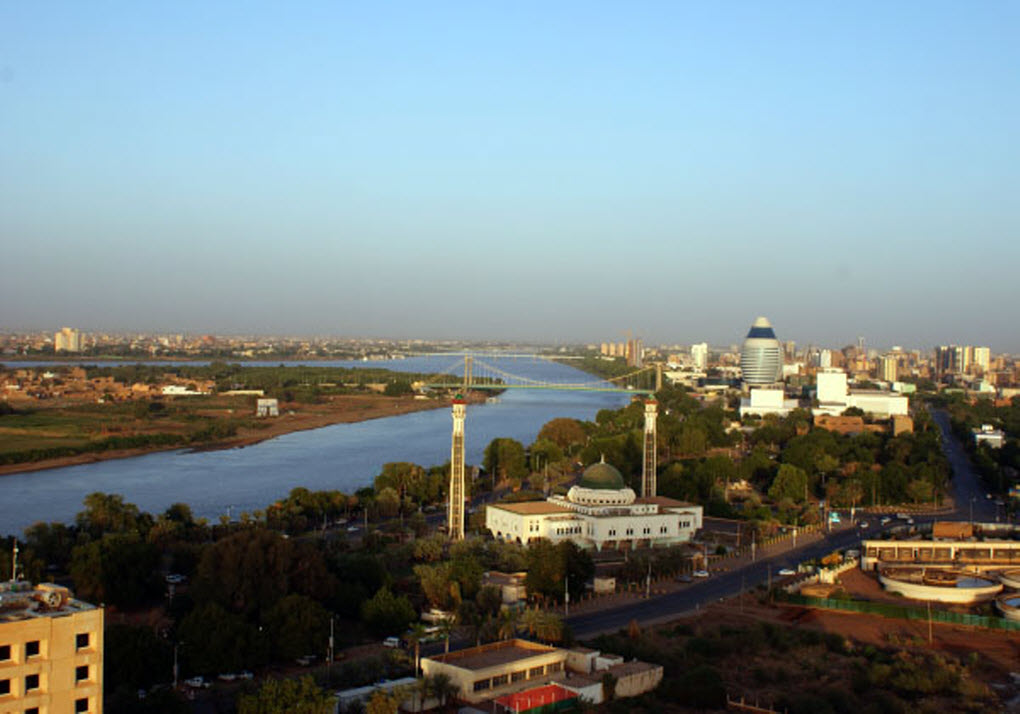
Jartum en el estado del mismo nombre

- 15 - Darfur del Oeste (Gharb Darfur)

- 16 - Darfur Central (Wasat Darfur)

- 17 - Darfur del Este (Sharq Darfur)

- 18 - Kordofán del Oeste (Gharb Kurdufan)

Kordofán del Oeste fue uno de los territorios creados en 1994, pero posteriormente, en 2005, fue dividido entre los territorios de Kordofán del Norte y Kordofán del Sur.

## Geografía

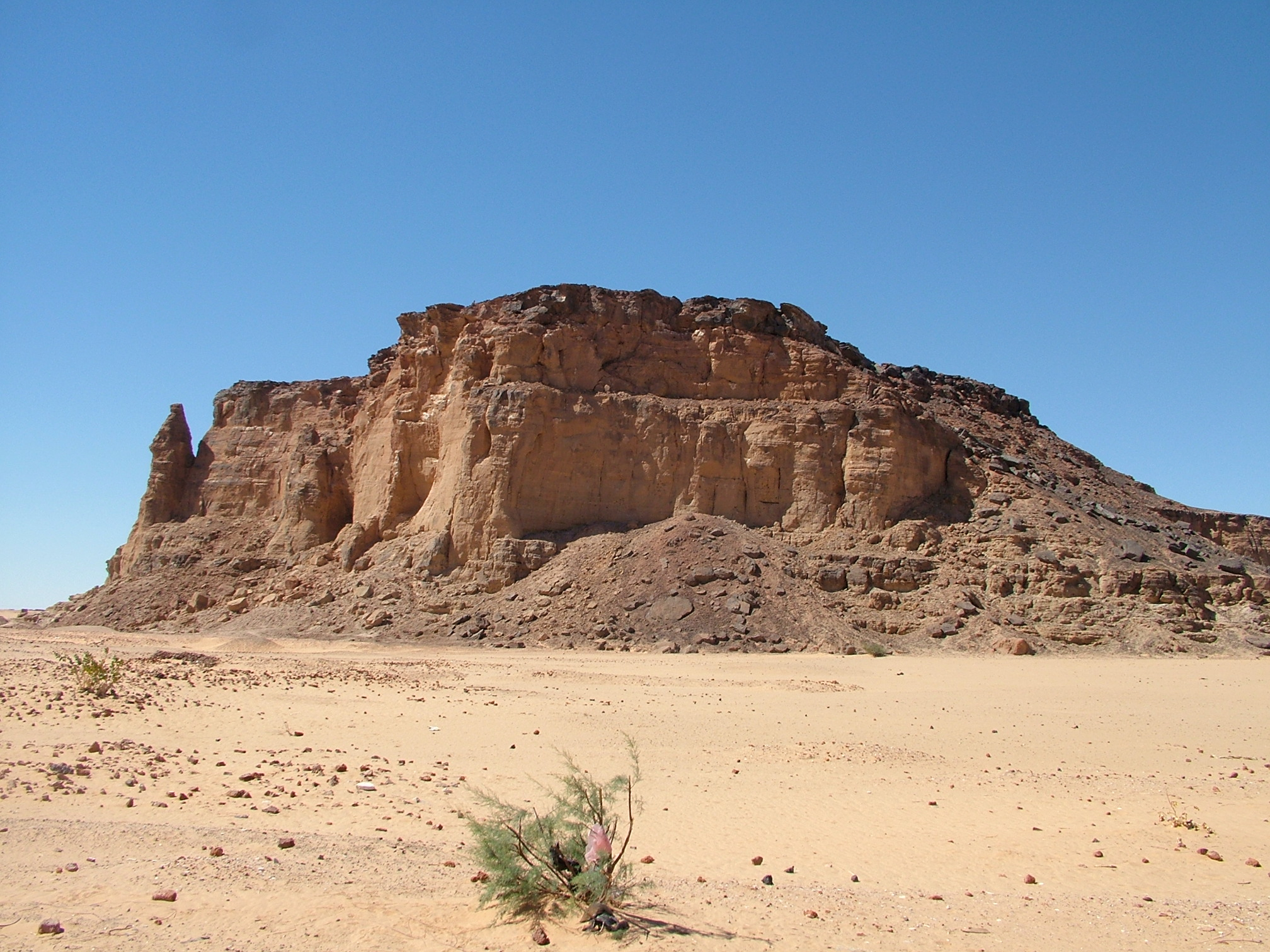
Gebel Barkal (Montaña pura) en Nubia, lugar declarado Patrimonio de la Humanidad.

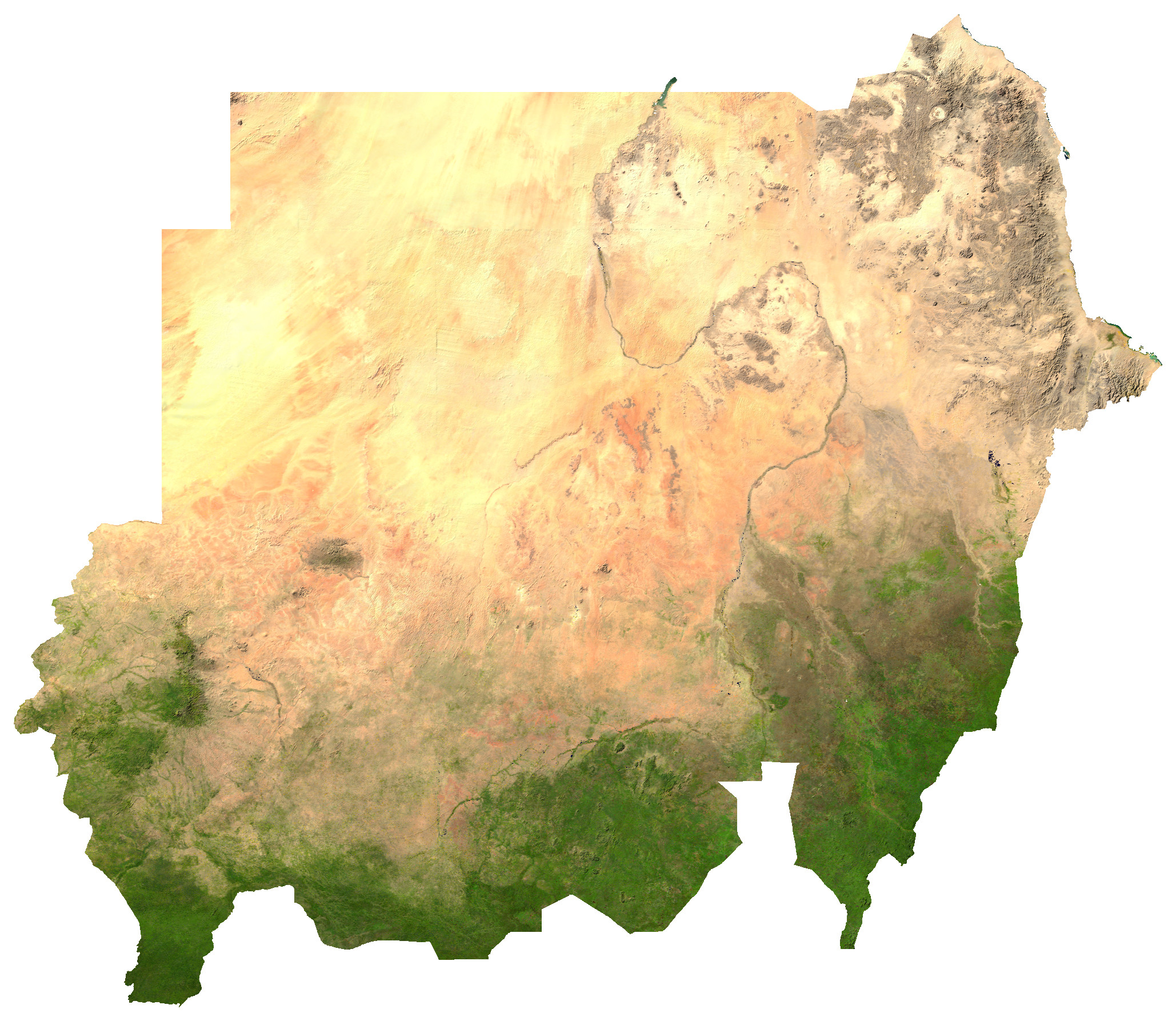
Imagen de satélite de Sudán.

Sudán está situado en el norte de África, a orillas del mar Rojo, entre Egipto y Eritrea. Está en parte atravesado por el Nilo y sus afluentes. Hasta el 9 de julio de 2011 era el país más grande del continente africano con una superficie de 2,505,810 km². Tras la independencia de Sudán del Sur redujo su territorio a 1 861 484 km² de extensión y bajó al 3.º lugar por detrás de Argelia (actual 1.º lugar) y República Democrática del Congo (actual 2.º lugar). En el centro se encuentra una gran llanura, bordeada al este y al oeste por montañas. En el sur el clima es tropical, mientras que en el norte es desértico, donde las temperaturas sobrepasan diariamente los 42 °C. Actualmente, Sudán comparte fronteras terrestres con varios países: limita al sur con la República Centroafricana a lo largo de 174 km y con Sudán del Sur a lo largo de 2,158 km; al oeste con Chad, con una frontera de 1,403 km; al norte con Egipto, con una extensión fronteriza de 1,276 km y con Libia, con 382 km; y al este con Eritrea y Etiopía, con los que comparte fronteras de 682 km y 744 km respectivamente. La desertificación que se extiende con el paso del tiempo hacia el sur, y la erosión del suelo suponen graves problemas para el país.

### Clima
Aunque Sudán se encuentra en el trópico, el clima oscila entre hiperárido en el norte y tropical húmedo y seco en el extremo suroeste. Las temperaturas no varían mucho con la estación en ningún lugar; las variables climáticas más significativas son las precipitaciones y la duración de las estaciones húmeda y seca. Las variaciones en la duración de las estaciones húmeda y seca dependen de cuál de los dos flujos de aire predomine: los vientos secos del norte procedentes del Sáhara y la península arábiga o los vientos húmedos del suroeste procedentes de la cuenca del río Congo y los vientos del sureste procedentes del océano Índico.
De enero a marzo, el país está bajo la influencia de los vientos secos del noreste. Las precipitaciones son mínimas en todo el país, salvo en una pequeña zona del noroeste de Sudán, donde los vientos han pasado por encima del Mediterráneo y traen lluvias ligeras ocasionales. A principios de abril, los vientos húmedos del suroeste alcanzan el sur de Sudán y provocan fuertes lluvias y tormentas. En julio, el aire húmedo llega a Jartum y en agosto se extiende hasta sus límites septentrionales habituales, en torno a Abu Hamad, aunque algunos años el aire húmedo puede alcanzar incluso la frontera egipcia. En septiembre, los vientos secos del noreste comienzan a fortalecerse y a desplazarse hacia el sur, y a finales de diciembre cubren todo el país. Jartum tiene una estación lluviosa de tres meses (julio-septiembre) con una precipitación media anual de 161 milímetros (6,3 in); Atbarah recibe lluvias en agosto que producen una media anual de sólo 74 milímetros (2,9 in).

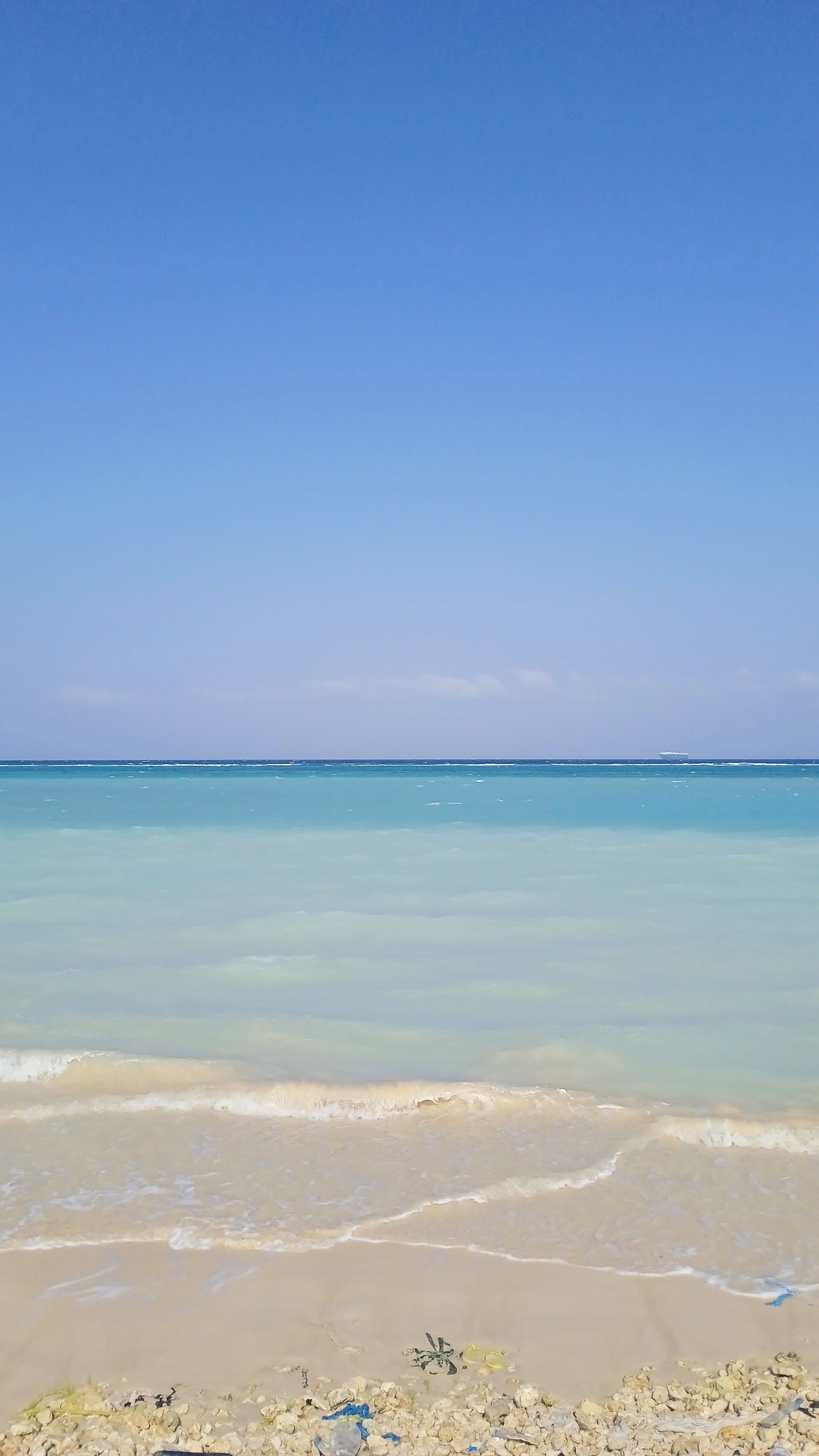
Playa de Puerto Sudán

En algunos años, la llegada de los vientos del suroeste y sus lluvias al centro de Sudán puede retrasarse o no llegar, lo que provoca sequías y hambrunas En las décadas de 1970 y 1980, los vientos del suroeste fallaron con frecuencia, con resultados desastrosos para la población y la economía sudanesas.
Las temperaturas son más altas al final de la estación seca, cuando los cielos despejados y el aire seco permiten que se disparen. Sin embargo, el extremo sur, con sólo una corta estación seca, tiene temperaturas uniformemente altas durante todo el año. En Jartum, los meses más cálidos son mayo y junio, cuando las máximas medias son de 41 °C (105,8 °F) y las temperaturas pueden alcanzar incluso los 48 °C (118,4 °F). [El norte de Sudán, con su corta estación de lluvias, tiene temperaturas diurnas muy altas durante todo el año, excepto en los meses de invierno en el noroeste, donde hay algunas precipitaciones en enero y febrero. Las condiciones en las zonas montañosas son generalmente más frescas, y las temperaturas diurnas cálidas durante la estación seca en todo el centro y norte de Sudán descienden rápidamente después de la puesta del sol. Las mínimas en Jartum son de 15 °C (59 °F) en enero y han descendido hasta 6 °C (42,8 °F) después del paso de un frente frío en invierno.
El haboob, una violenta tormenta de polvo, puede producirse en el centro de Sudán cuando el flujo húmedo del suroeste llega por primera vez (de mayo a julio). El aire húmedo e inestable forma tormentas en el calor de la tarde. El flujo descendente inicial de aire de una tormenta que se aproxima produce una enorme pared amarilla/roja de arena y arcilla que puede reducir temporalmente la visibilidad a cero.
Las regiones desérticas del centro y norte de Sudán se encuentran entre los lugares más secos y soleados de la Tierra: la duración de la insolación es siempre ininterrumpida durante todo el año y supera las 4.000 h en el mejor de los casos, es decir, alrededor del 91% del tiempo, y el cielo está despejado todo el tiempo. Las zonas alrededor de Wadi Halfa y a lo largo de la frontera egipcia pueden pasar fácilmente muchos años o muchas décadas sin ver ninguna precipitación[cita requerida. También se encuentran entre los lugares más calurosos durante el verano y el invierno: las temperaturas medias superan los 40 °C (104 °F) durante cuatro o casi seis meses al año y alcanzan un pico máximo de 45 °C (113 °F) en algunos lugares, mientras que las temperaturas medias se mantienen por encima de los 24 °C (75,2 °F) en la región más septentrional y por encima de los 30 °C (86 °F) en lugares como Atbara o Meroe.

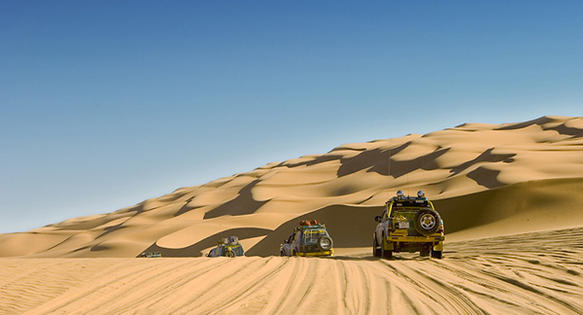
Arenas del Desierto en el Este de Sudán

### Suelos
Los suelos del país pueden dividirse geográficamente en dos categorías: los suelos arenosos de las zonas norte y centro-oeste, los suelos arcillosos de la región central y los suelos lateríticos del sur. Menos extenso y muy separado, pero de gran importancia económica, es un tercer grupo formado por los suelos aluviales que se encuentran a lo largo de los tramos inferiores de los ríos Nilo Blanco y Nilo Azul, a lo largo del Nilo principal hasta el lago Nubia, en el delta del río Qash en la zona de Kassala, y en el delta del Baraka en la zona de Tawkar, cerca del Mar Rojo, en el estado de Ash Sharqi.
Desde el punto de vista agrícola, los suelos más importantes son las arcillas del centro de Sudán que se extienden desde el oeste de Kassala y el sur de Kurdufan. Conocidos como suelos agrietados por la práctica de dejar que se sequen y agrieten durante los meses secos para restaurar su permeabilidad, se utilizan en las zonas de Al Jazirah y Khashm al Qirbah para cultivos de regadío. Al este del Nilo Azul, grandes extensiones se utilizan para cultivos de secano mecanizados

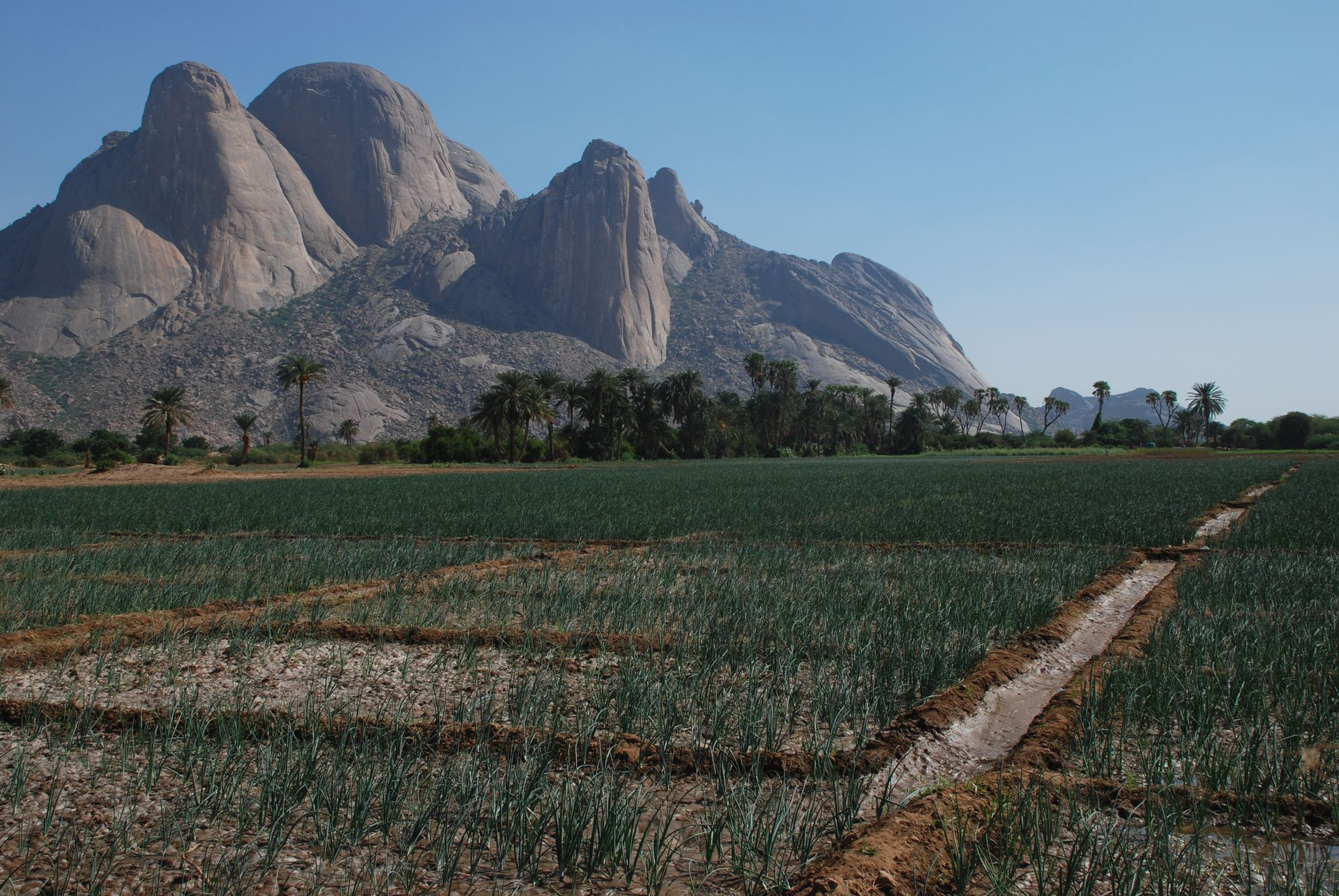
Cúpulas graníticas de los montes Taka, con el monte Totil y campos de cebollas debajo. Estado de Kasala, al noreste de Sudán.

Al oeste del Nilo Blanco, estos suelos son utilizados por los cultivadores tradicionales para cultivar sorgo, sésamo, cacahuetes y (en la zona alrededor de las montañas Nuba) algodón. La parte meridional de la zona de suelos arcillosos se encuentra en la amplia llanura aluvial del curso superior del Nilo Blanco y sus afluentes, que abarca la mayor parte de los estados de Aali an Nil y la parte superior de Bahr al Ghazal. Sometida a fuertes lluvias durante la estación lluviosa, la llanura aluvial propiamente dicha se inunda durante cuatro a seis meses -una gran zona pantanosa, el Sudd en Sudán del Sur, se inunda permanentemente- y las zonas adyacentes se inundan durante uno o dos meses. En general, esta zona es poco apta para la producción agrícola, pero los pastos que sustenta durante los períodos secos se utilizan para el pastoreo.

Los suelos arenosos de las zonas semiáridas al sur del desierto, en los estados de Kurdufán septentrional y Darfur septentrional, albergan vegetación utilizada para el pastoreo. En la parte meridional de estos estados y en la parte occidental de Darfur meridional se encuentran las denominadas arenas de qoz. La ganadería es la principal actividad de esta zona, pero también se produce una cantidad significativa de cultivos, principalmente de mijo perla. Los cacahuetes y el sésamo son cultivos comerciales. Las arenas de qoz son la principal zona de la que se obtiene goma arábiga mediante la explotación de la Acacia senegal (conocida localmente como hashab). Este árbol crece fácilmente en la región, y los cultivadores plantan ocasionalmente árboles de hashab cuando las tierras vuelven a estar en barbecho. 

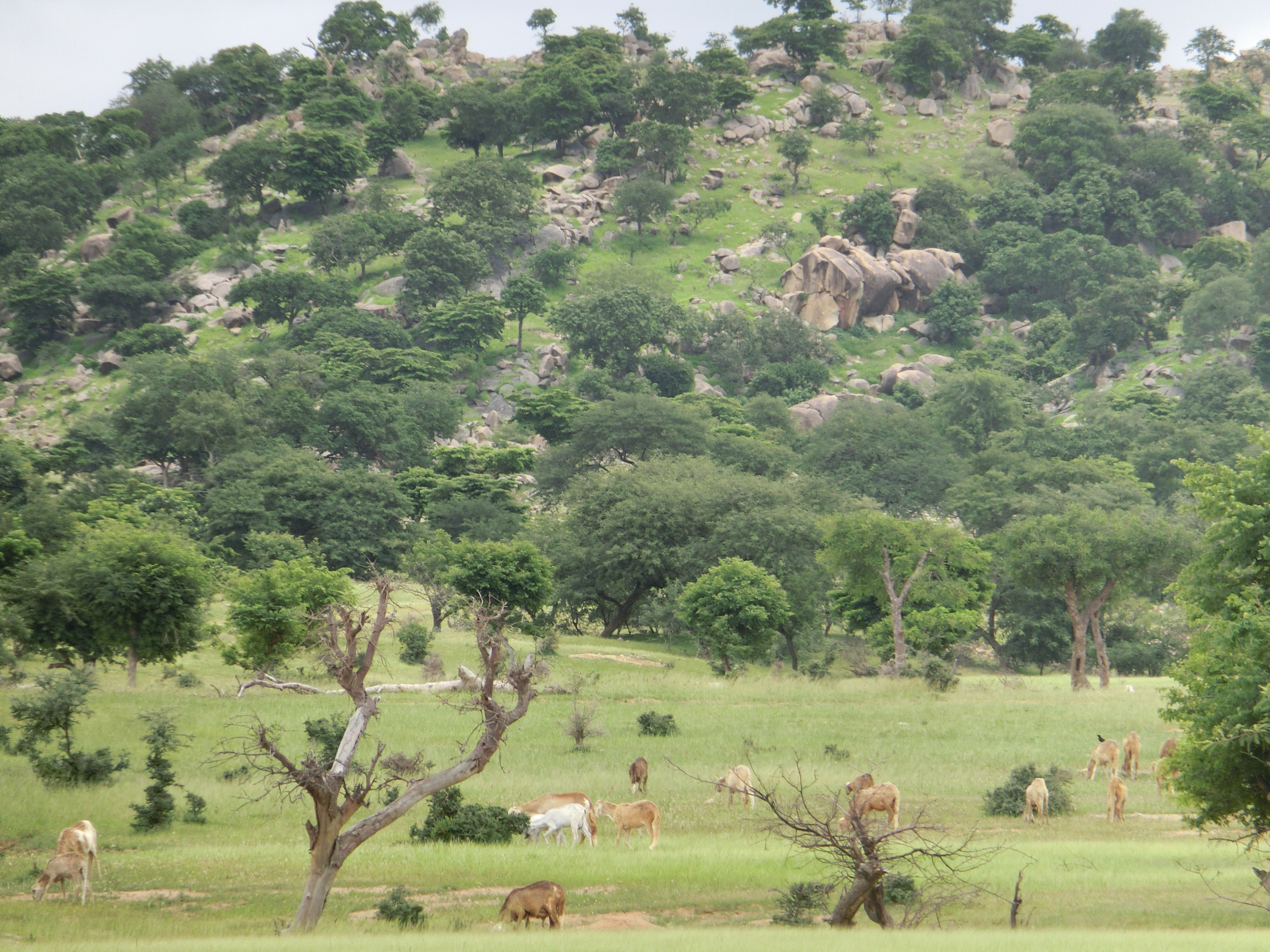
Paisaje del Sur de Darfur en Sudán

### Ecología
Los principales biomas presentes en Sudán son el desierto, al norte, y la sabana, al sur. Según la WWF, las principales ecorregiones presentes en Sudán son, de norte a sur:
- Desierto del Sahara
- Estepa y sabana arbolada del Sahara meridional
- Sabana de acacias del Sahel
- Sabana sudanesa oriental

Además, están presentes el desierto costero del mar Rojo en la costa norte, el monte xerófilo del macizo del Tibesti y el monte Uweinat en el extremo noroeste, el monte xerófilo del Sahara oriental, en un enclave del centro-oeste. Junto a la frontera con Eritrea hay varios enclaves de selva montana de Etiopía, pradera montana y monte alto de Etiopía, pradera y matorral xerófilos de Etiopía y sabana arbustiva de Somalia.

### Hidrografía

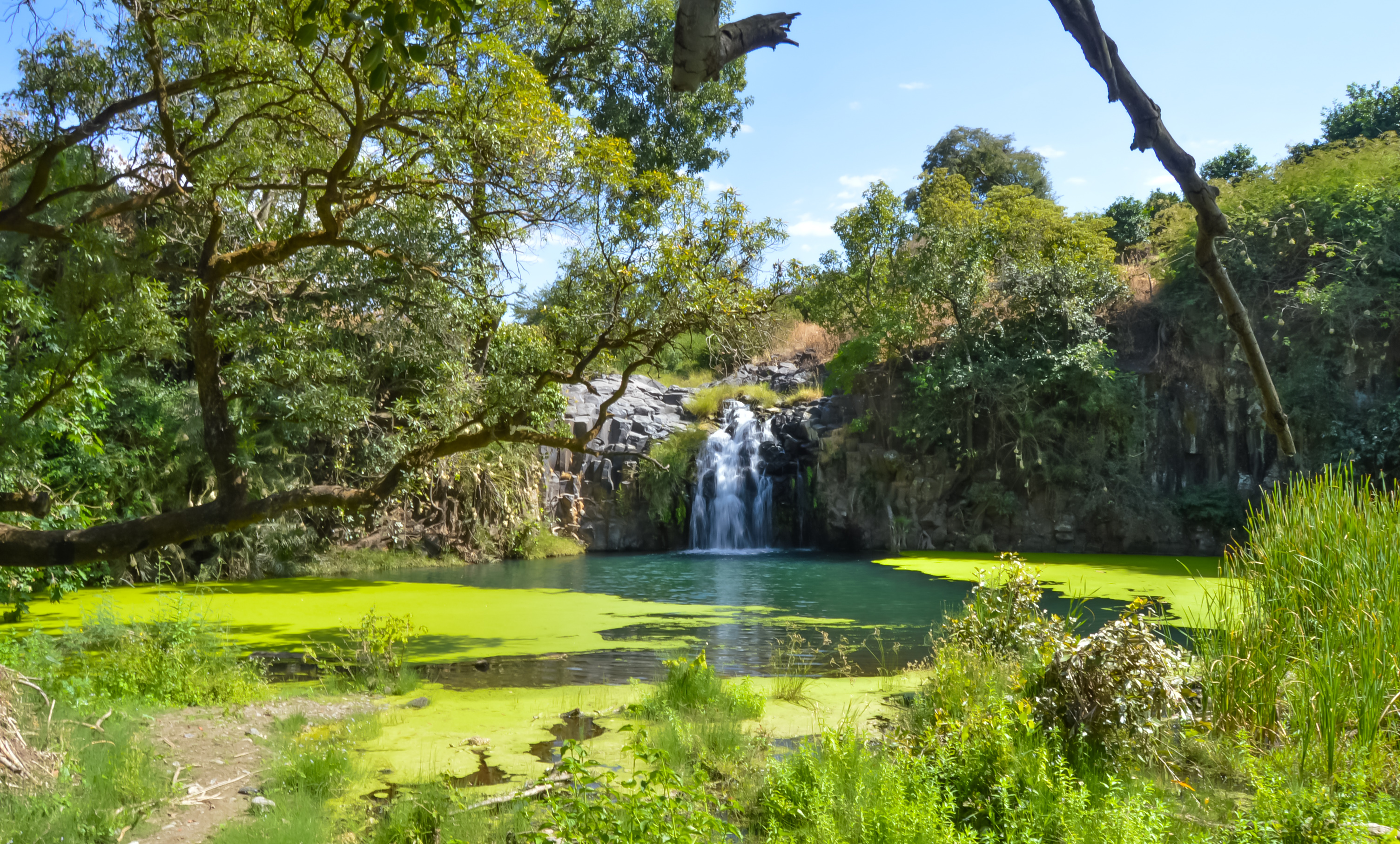
Cascada y Estanque en Jebel Marra, Sudán

Salvo una pequeña zona en el noreste de Sudán, donde los uadis vierten la escorrentía esporádica en el Mar Rojo o los ríos procedentes de Eritrea desembocan en estanques de evaporación poco profundos al oeste de las colinas del Mar Rojo, todo el país está drenado por el Nilo y sus dos principales afluentes, el Nilo Azul y el Nilo Blanco. El Nilo, el río más largo del mundo, fluye a lo largo de 6.737 kilómetros desde su cabecera más lejana en África central hasta el Mediterráneo. La importancia del Nilo ha sido reconocida desde tiempos bíblicos; durante siglos, el río ha sido un salvavidas para Sudán.
El Nilo Azul fluye desde las tierras altas etíopes hasta encontrarse con el Nilo Blanco en Jartum. El Nilo Azul es el más pequeño de los dos ríos; su caudal suele representar sólo una sexta parte del total. Sin embargo, en agosto, las lluvias en las tierras altas etíopes hinchan el Nilo Azul hasta que representa el 90% del caudal total del Nilo. Sudán ha construido varias presas para regular el caudal del río, entre ellas la de Roseires, a unos 100 kilómetros de la frontera etíope, y la mayor, la de Sinnar, de 40 metros de altura, construida en 1925 en Sinnar Los dos principales afluentes del Nilo Azul, el Dindar y el Rahad, nacen en las tierras altas etíopes y vierten sus aguas en el Nilo Azul sólo durante la temporada alta de verano Durante el resto del año, su caudal se reduce a remansos en cauces arenosos.

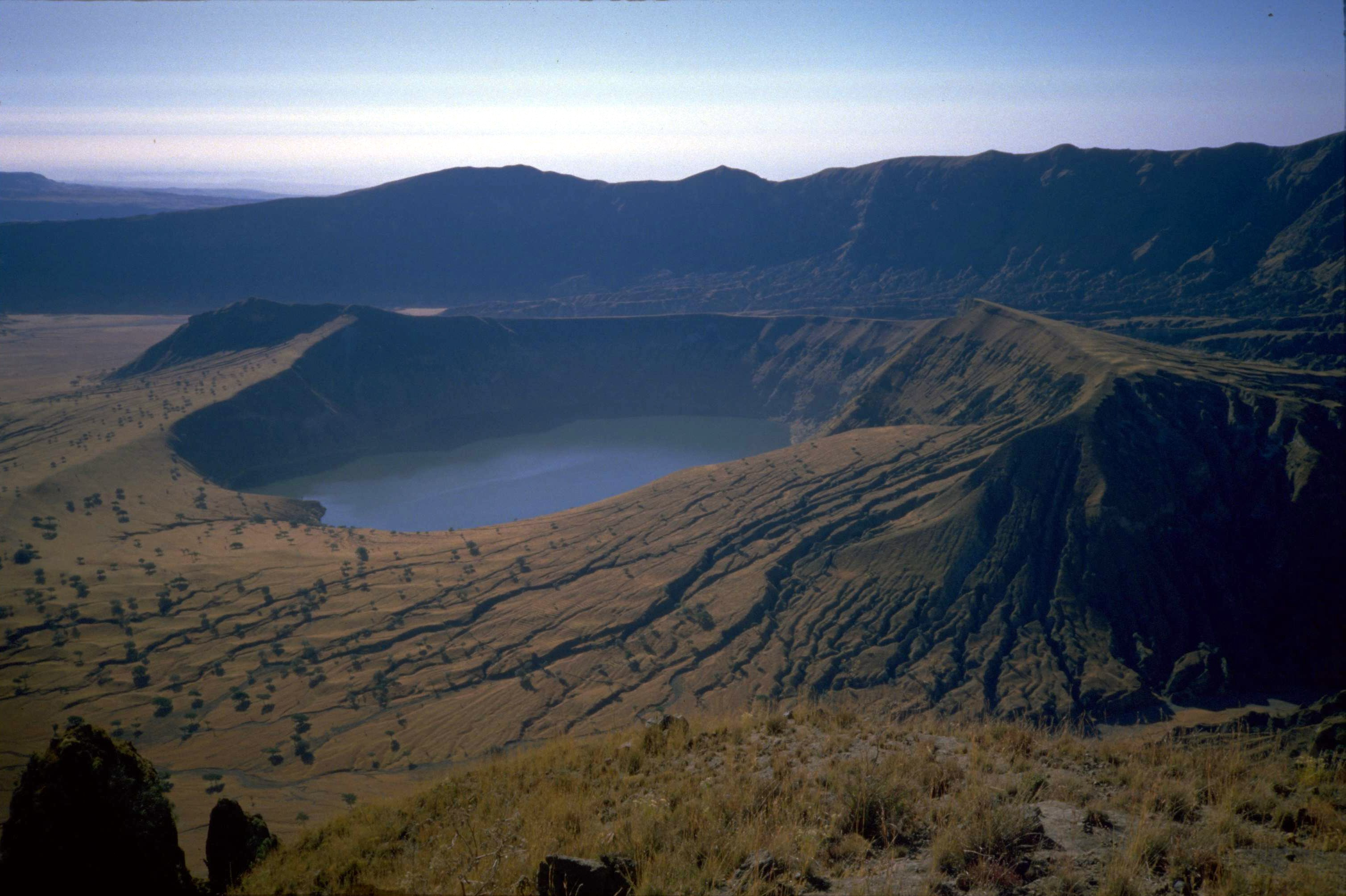
Lagos de Jebel Marra Deriba, Sudán

El Nilo Blanco fluye hacia el norte desde África central, drenando el lago Victoria y las regiones montañosas de Uganda, Ruanda y Burundi. Al sur de Jartum, los británicos construyeron en 1937 la presa de Jabal al-Awliya para almacenar el agua del Nilo Blanco y liberarla en otoño, cuando disminuye el caudal del Nilo Azul. [Sin embargo, gran parte del agua del embalse se ha desviado para proyectos de regadío en el centro de Sudán, y gran parte del resto se evapora. En la actualidad, los depósitos de limo han reducido el caudal total.
Al norte de Jartum, el Nilo fluye a través del desierto en forma de S para desembocar en el lago Nasser, detrás de la presa de Asuán, en Egipto. El río fluye lentamente más allá de Jartum y desciende poco en elevación, aunque cinco cataratas dificultan el transporte fluvial en épocas de estiaje. El río Atbarah, que fluye desde Etiopía, es el único afluente al norte de Jartum, y sus aguas llegan al Nilo sólo durante los seis meses comprendidos entre julio y diciembre. Durante el resto del año, el lecho del Atbarah está seco, salvo por algunos estanques y charcas.

### Problemas medioambientales
Sudán se enfrenta a algunos problemas medioambientales graves, la mayoría relacionados con la disponibilidad de agua o su eliminación, entre ellos la desertificación, la degradación del suelo y la deforestación La desertificación, el desplazamiento hacia el sur de la frontera entre desierto y semidesierto, se ha producido a un ritmo estimado de entre 50 y 200 kilómetros desde que comenzaron a registrarse las precipitaciones y la vegetación en la década de 1930. 

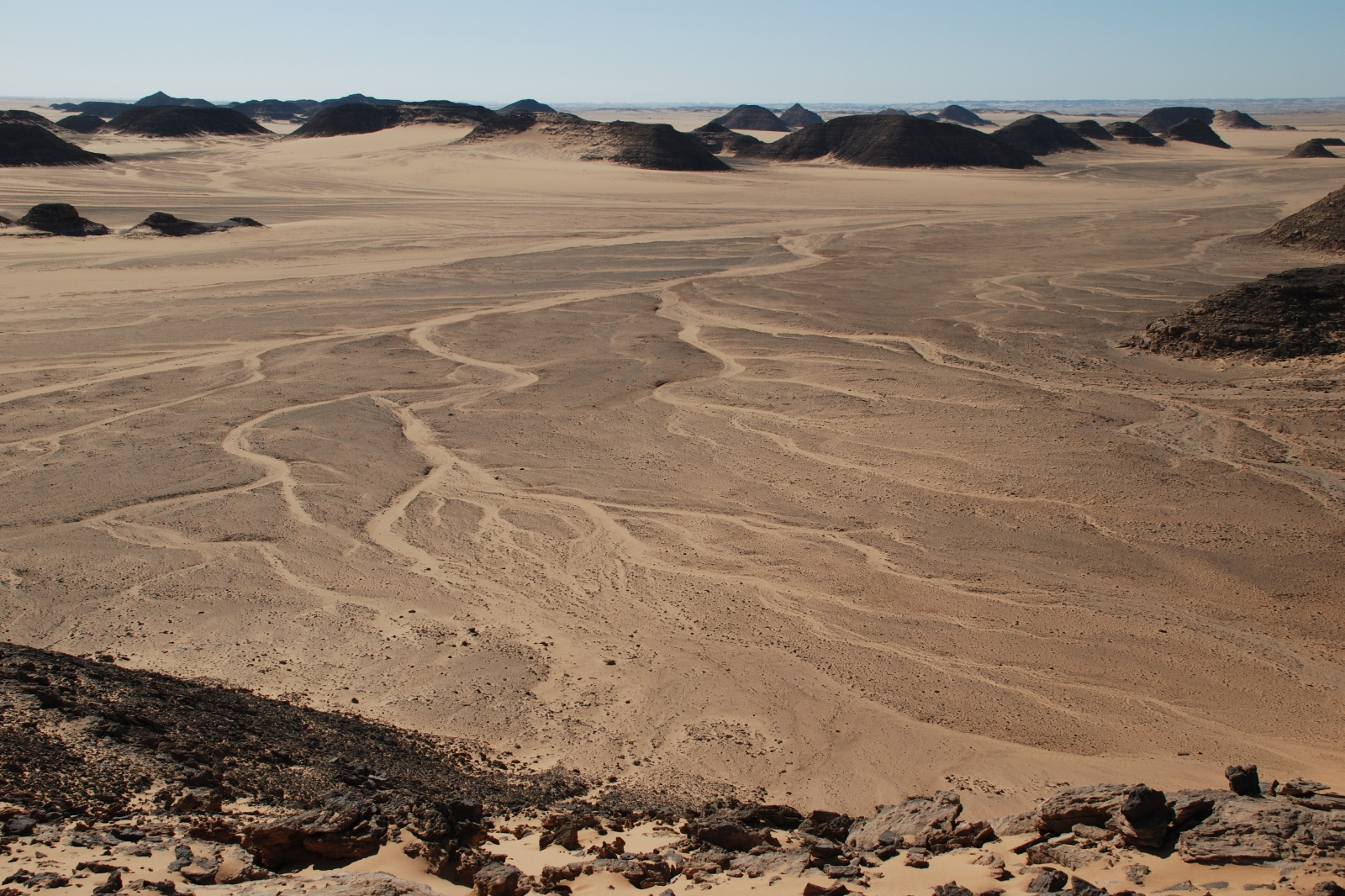
La desertificación es un problema considerable en Sudán

Su impacto ha sido más notable en Darfur del Norte y Kordofán del Norte. Es probable que la desertificación continúe su progresión hacia el sur debido a la disminución de las precipitaciones y provocará una pérdida continua de tierras productivas. La agricultura, sobre todo la mecanizada, mal planificada y gestionada, ha provocado la degradación del suelo, la contaminación del agua y otros problemas. La degradación del suelo también se ha debido al crecimiento explosivo de la actividad ganadera desde la década de 1960, que ha sobrecargado las zonas de pastoreo. La deforestación se ha producido a un ritmo alarmante Sudán en su conjunto podría haber perdido casi el 12% de su cubierta forestal entre 1990 y 2005, es decir, unos 8,8 millones de hectáreas, una pérdida provocada principalmente por el desmonte y las necesidades energéticas.
Los problemas medioambientales de Sudán se ven agravados por largos años de guerra y los consiguientes campos de desplazados internos, que recorren las tierras circundantes en busca de agua, combustible y alimentos. Los expertos de las Naciones Unidas (ONU) predicen que el ambicioso programa actual de construcción de presas en el Nilo y sus afluentes provocará la erosión de las riberas y la pérdida de limo fertilizante. [En las zonas urbanas, la rápida e incontrolada afluencia de población a Jartum y otras ciudades y pueblos y la falta general de instalaciones para gestionar los residuos sólidos y las aguas residuales son algunos de los principales problemas medioambientales.

## Economía

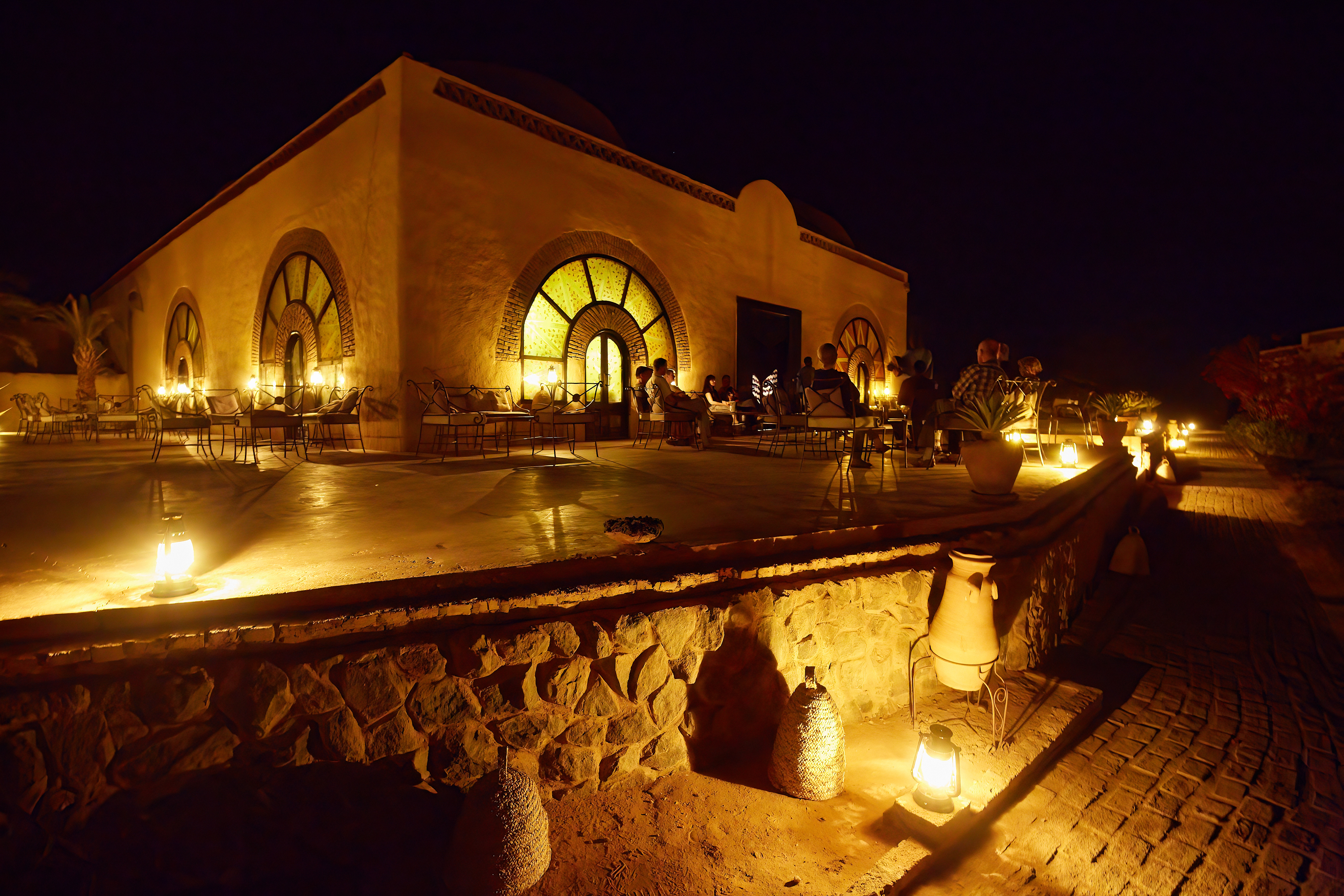
Un Hotel en Sudán

El 80% de la población trabaja en el sector agrícola. La situación de guerra civil que vive durante muchos años ha llevado a tener niveles de inflación altos en determinados momentos, junto a caídas brutales, fruto de las vicisitudes de las operaciones bélicas.
Amenazado de expulsión del FMI por el impago de la deuda externa, y con los gravísimos problemas que añade la sequía, los datos económicos no reflejan la verdadera situación, dado que, gracias a los recursos de petróleo y en parte al oro, computan niveles altos de PIB que quedan en manos de muy pocas empresas, todas ellas extranjeras. Otros recursos de los que dispone es tungsteno, zinc y, probablemente, gas. Es uno de los países que más rápido ha incrementado su economía según el New York Times.
Últimamente y copiando el modelo de trabajo europeo, han llegado a acuerdos con empresas de distintos sectores de la economía para trabajar conjuntamente en el desarrollo de importantes proyectos. Lo que diferencia este modelo del pasado es que en este caso se requiere del proceso de aprendizaje previo del personal local. No quieren implantar un modelo de negocio que tenga una caducidad previa al proyecto.

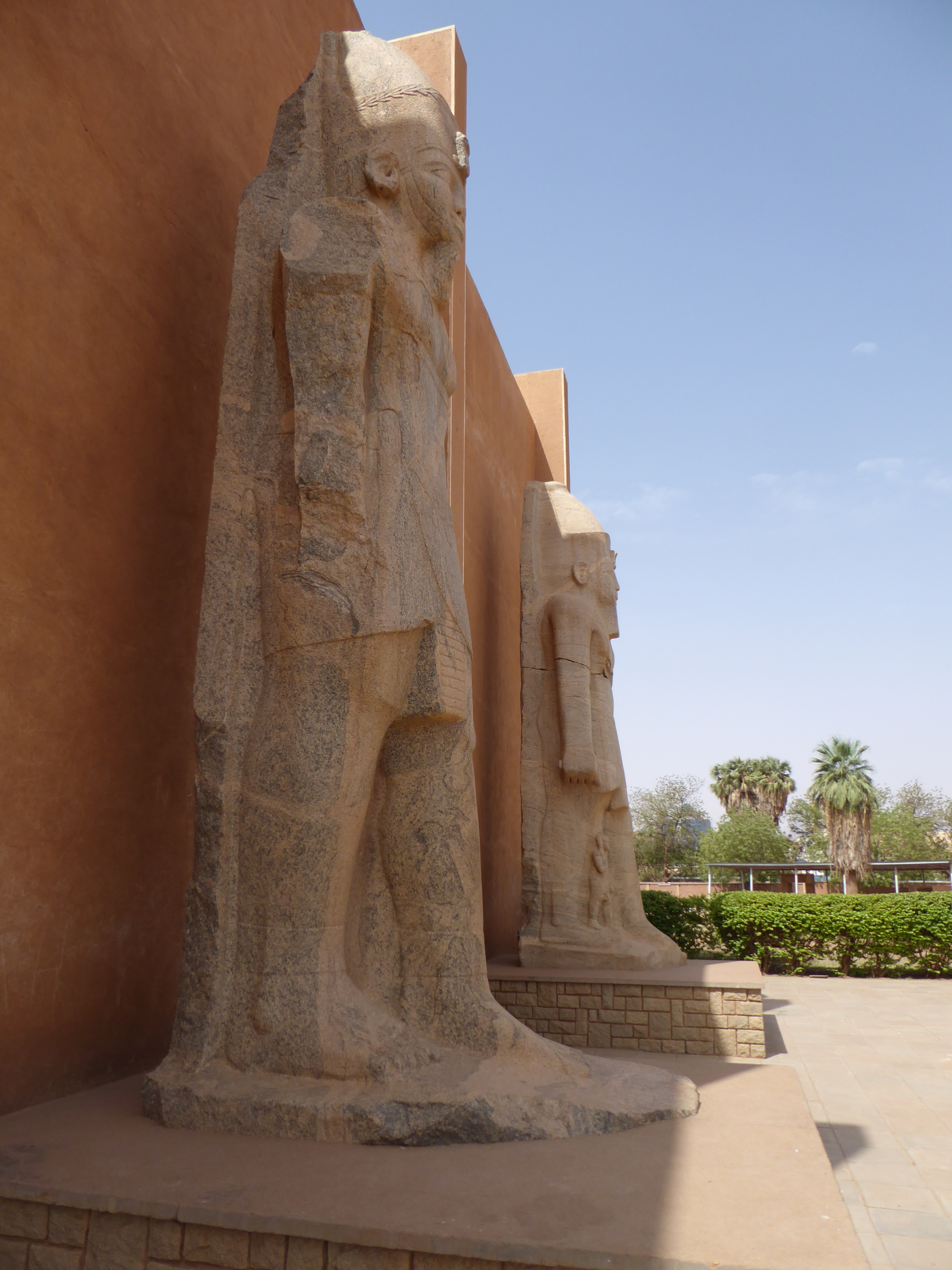
Museo nacional de Sudán

Desde 2011, el desempleo ha afectado al 18% de la población activa y casi el 50% de la población vive por debajo del umbral de pobreza. Para el año 2023 y según datos del Banco Mundial, la tasa de desempleo en Sudán fue del 11.4%.
Los datos más recientes del Banco Mundial reflejan que, Sudán registró en 2023 un Producto Interno Bruto (PIB) de 109.27 mil millones de dólares a precios actuales, mientras que el PIB per cápita se situó en 2,183.4 dólares. Ese mismo año, el país experimentó una fuerte contracción económica con un crecimiento del PIB de -20.1 %. En cuanto al mercado laboral, la tasa de desempleo alcanzó el 7.5 % de la fuerza laboral total en 2022, según estimaciones modeladas por la OIT. La inflación también fue considerablemente alta, con un incremento anual del 138.8 % en los precios al consumidor durante 2022. Por otro lado, las remesas de trabajadores y la compensación de empleados representaron el 0.9 % del PIB en 2023.

### Turismo
El turismo en Sudán contribuye en menor medida a la economía del país. En 2019, los viajes y el turismo aportaron aproximadamente el 2,4% del producto interior bruto (PIB) de Sudán. Sudán es poco visitado en comparación con otros países africanos, y el largo conflicto interno ha dañado la industria turística del país.
Los turistas internacionales fueron aproximadamente 591.000 en 2013, un aumento respecto a los 29.000 de 1995 En 2013, aproximadamente el 1,3% de la población activa sudanesa trabajaba en el sector turístico. Las última cifras del Banco Mundial, señalan que en 2018, Sudán recibió aproximadamente 836,000 llegadas de turistas internacionales. 
Entre las actividades más populares se encuentran el rafting, el kayak, el senderismo y los cruceros por el Nilo. Entre las atracciones más populares se encuentran el Parque Nacional Dinder, las montañas Marrah, el Museo Nacional y la costa del Mar Rojo. Los yacimientos arqueológicos también son de interés turístico e incluyen las pirámides de Meroë, las tumbas de Kerma y el templo de Soleb.
Recientemente se han realizado inversiones en turismo, pero las infraestructuras turísticas de Sudán están poco desarrolladas. La estrategia turística del Gobierno sudanés se centra en el ecoturismo. Desde 2010, la Universidad Internacional de Sudán, de carácter privado, ofrece formación en turismo a través de su Facultad de Turismo y Hostelería.

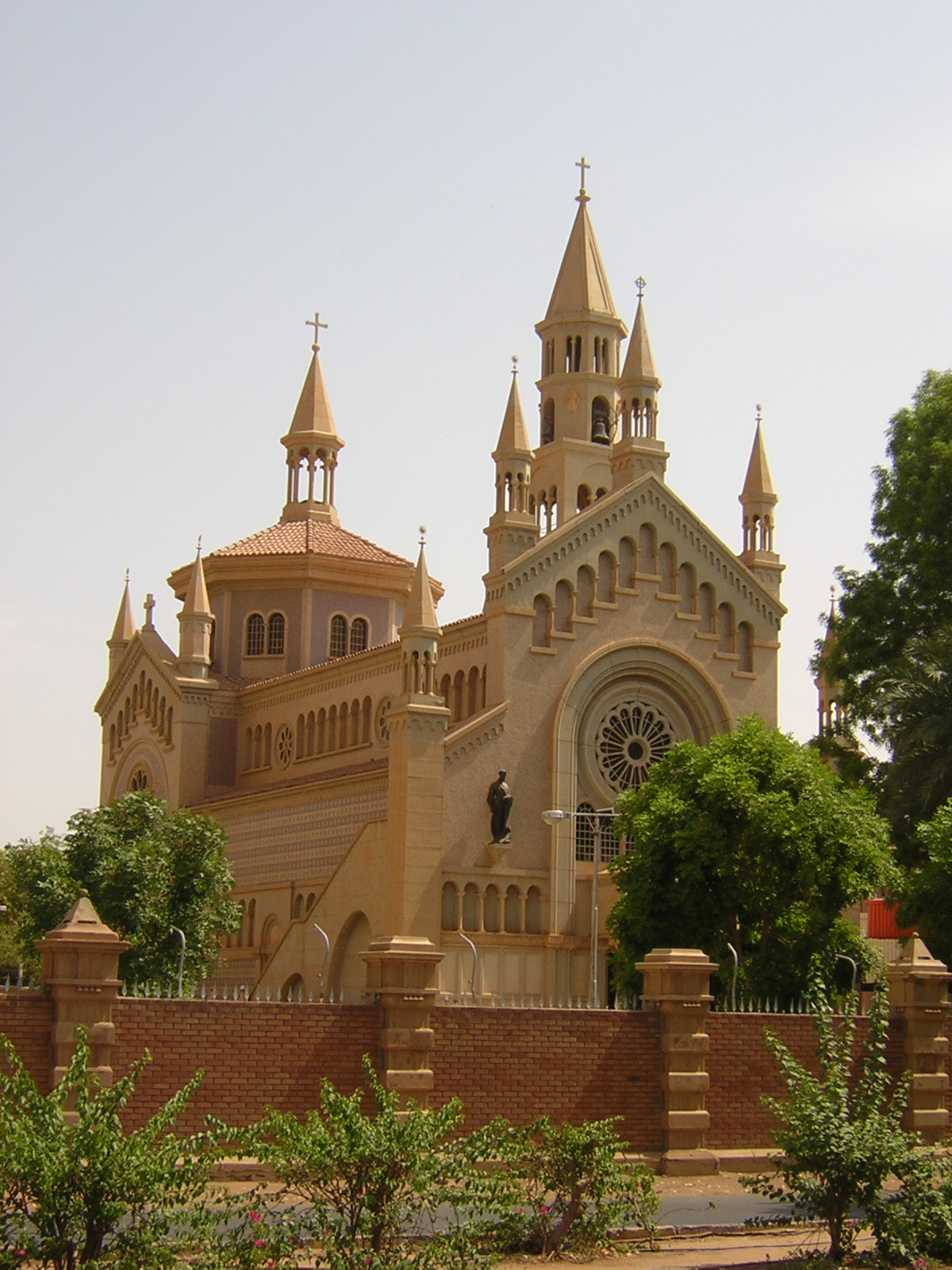
Catedral católica de San Mateo en Jartum

Sudán disfruta de diversos recursos turísticos debido a la disponibilidad de enormes capacidades naturales. Está considerado como uno de los países africanos más ricos en fauna, aves y paisajes naturales del Nilo, lo que fomenta la inversión turística. El clima de Sudán se caracteriza por unas condiciones climáticas variadas y moderadas durante todo el año en la zona del Mar Rojo, especialmente en las tierras altas, como el complejo veraniego de Erkwiet.
La actividad turística comenzó en Sudán desde los albores de la independencia, y los escasos recursos del país se dirigieron a reflejar la espléndida imagen turística de Sudán en el mundo exterior.
El Estado, representado en la Administración General de Vida Salvaje, se embarcó en la creación de numerosos parques y reservas de caza para que los animales salvajes estén bien protegidos, teniendo en cuenta que son una riqueza nacional que hay que atesorar y transmitir a las generaciones venideras (reservas de caza de Nemolie, Booma, Al-Zaraf en los Estados del Sur).

## Demografía

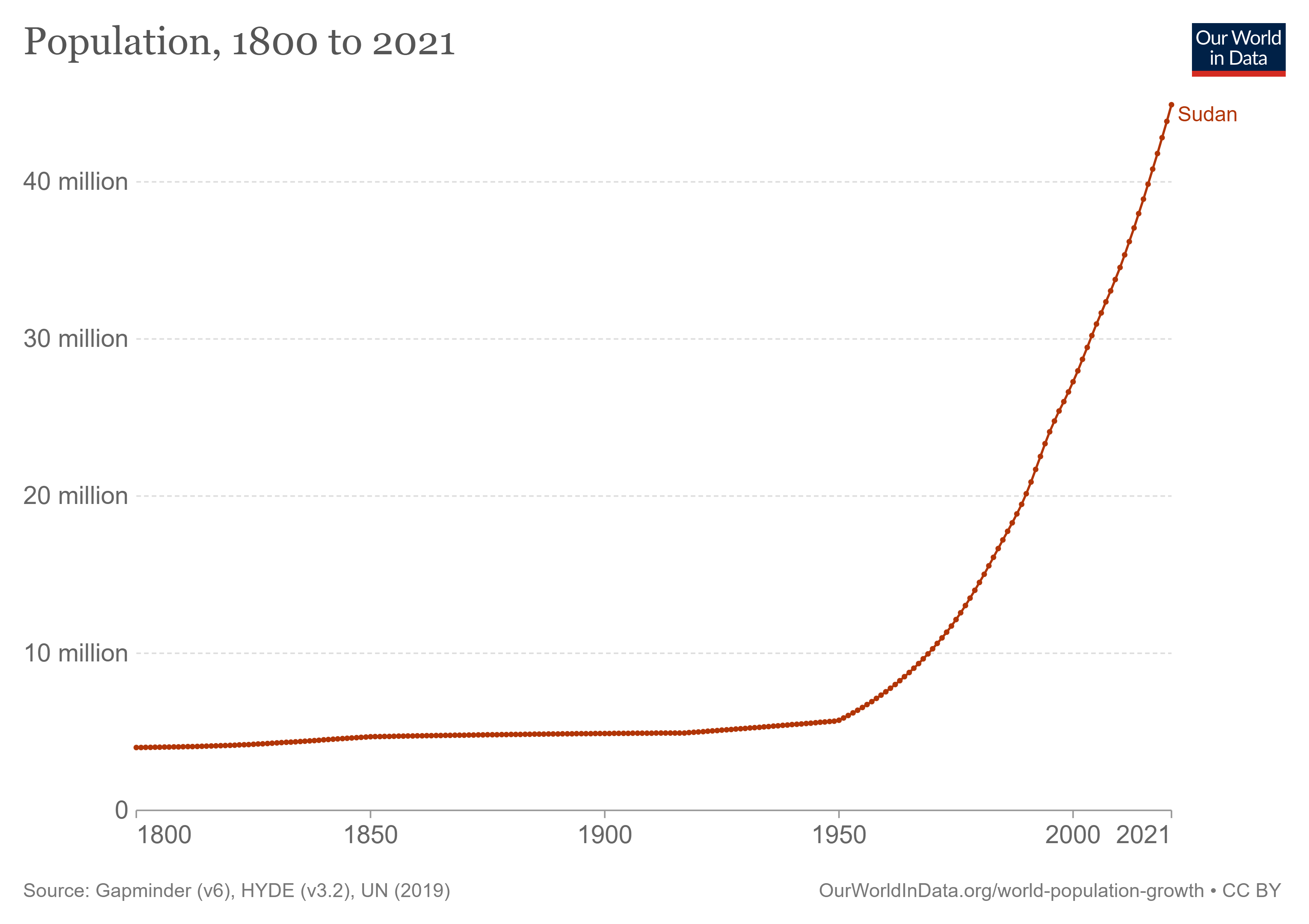
Evolución de la población de Sudán.

En el censo sudanés de 1993, la población se calculó en 26 millones. No existen censos fiables desde entonces debido a la guerra civil, y la posterior secesión de las provincias meridionales. La estimación corriente de la CIA para 2004 es de cerca de 39 millones de habitantes. La población de la zona metropolitana de Jartum (incluyendo Jartum, Omdurmán y Jartum Norte) está creciendo rápidamente y se acerca a los 6-7 millones, incluyendo cerca de dos millones de personas desplazadas de la zona de guerra en el sur, así como de las áreas afectadas por la sequía en oriente y occidente.
Actualmente el Banco Mundial estima que la población de Sudán es de 48 millones de habitantes, con un crecimiento anual del 2.6% al 2023. Sin embargo, de acuerdo a las estimaciones de Naciones Unidas, en 2010, la población de Sudán era de 35.41 millones de habitantes; mientras que en 2015, la población ascendió a 40.02 millones de habitantes y en 2024, Sudán tenía una población de 50.45 millones de habitantes. 
Sudán tiene 597 tribus que hablan unas 400 lenguas y dialectos diferentes y tiene dos principales grupos culturales —afro-árabes (pero también algunos árabes egipcios, no negroides) y africanos negros no árabes— con cientos de divisiones étnicas y tribales y grupos lingüísticos, lo que hace que la colaboración efectiva entre ellos sea un problema grave.
Los estados del norte cubren la mayor parte de Sudán e incluyen los principales centros urbanos. Más de 22 millones de sudaneses que viven en esta región son musulmanes de lengua árabe, aunque la mayoría habla alguna lengua materna diferente del árabe, como pueden ser el nubio, beja, fur, nuba o ingessana. Entre ellos hay varios grupos tribales diferentes. Los kababish del norte de Kordofán son pastores de camellos. Los ga'alin, rubatab, manasir y shaiqiyah son sedentarios y viven sobre los ríos. Los bagara de Kordofán y Darfur son seminómadas, los beja hamíticos de las zonas del mar Rojo y los nubios de las áreas norteñas del Nilo, algunos de los cuales se han reasentado en el río Atbara, y los negroides nuba de Kordofán del Sur y los fur en el extremo occidental del país.

### Religión
| Religión en Sudán                  | Religión en Sudán                  | Religión en Sudán | Religión en Sudán | Religión en Sudán |
| ---------------------------------- | ---------------------------------- | ----------------- | ----------------- | ----------------- |
| Religión                           |                                    |                   |                   |                   |
| Islam                              | Islam                              |                   | 97 %              | 97 %              |
| Religiones tradicionales africanas | Religiones tradicionales africanas |                   | 1.5 %             | 1.5 %             |
| Cristianismo                       | Cristianismo                       |                   | 1.5 %             | 1.5 %             |

Tras la pérdida de territorio de 2011 en la que se independizó Sudán del Sur, el 97% de la población profesa el islam. La mayoría de los musulmanes están divididos en dos grupos: sufíes y salafíes.
Existen grupos de cristianos coptos y ortodoxos en Jartum y en otras ciudades del norte del país. Además, existen comunidades de la Iglesia ortodoxa de Etiopía y de Eritrea en Jartum y en el este del país. Está conformada por inmigrantes y refugiados. 
La identidad religiosa juega un rol fundamental en las divisiones políticas del país. Los musulmanes del norte y del oeste han mandado en el país tanto a nivel político como económico. El NCP daba un gran apoyo a islamistas salafíes y wahabíes, así como a otros grupos de musulmanes conservadores situados en el norte del país.
En Sudán rige la sharía. En 2014, Maryam Yahya Ibrahim, una mujer con ocho meses de embarazo, fue condenada a muerte previo 100 latigazos por el delito de apostasía, por haberse casado con un hombre cristiano.

### Educación

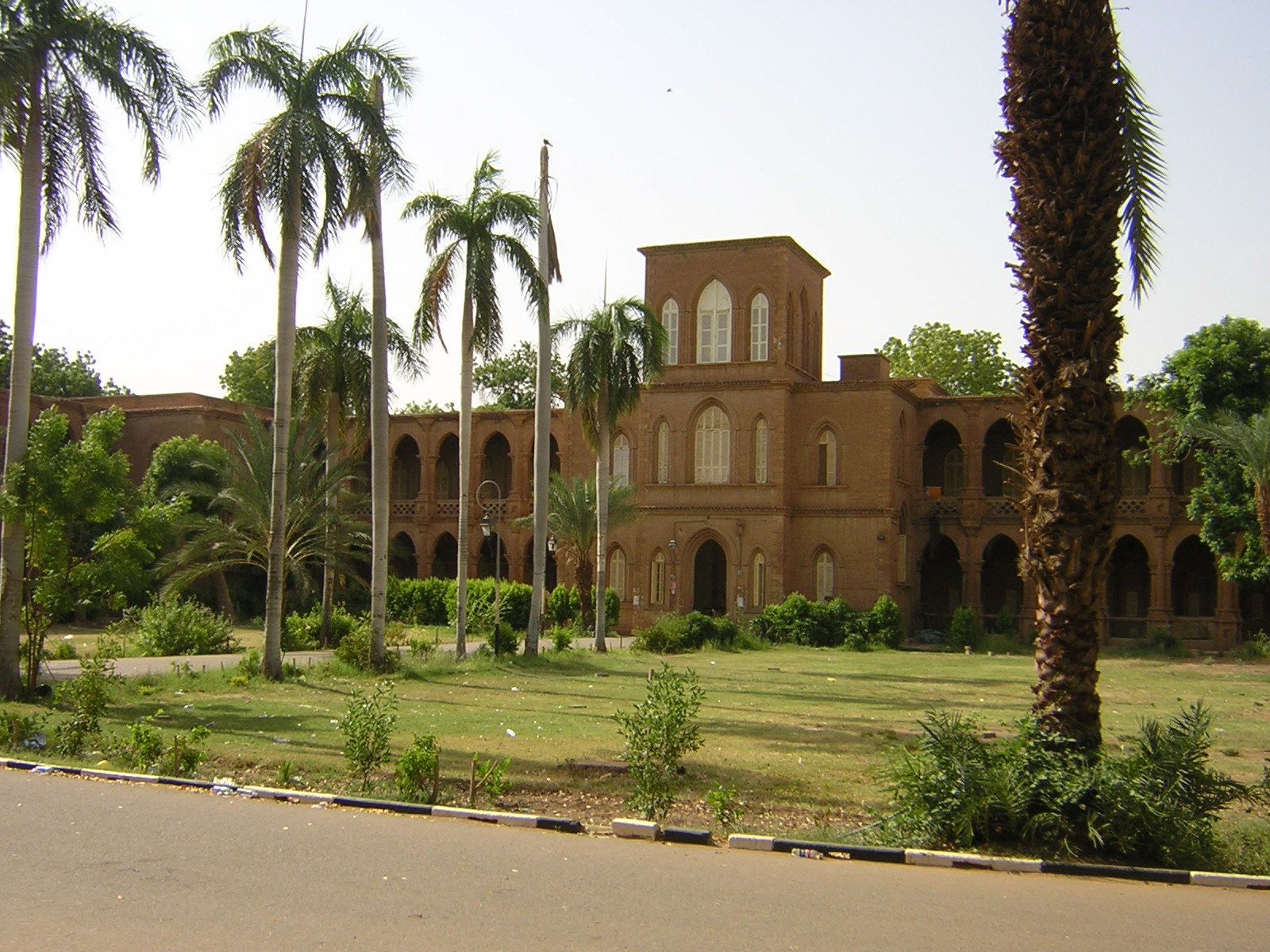
Universidad de Jartum, fundada en 1902.

La educación en Sudán es gratuita y obligatoria para los niños de entre 6 y 13 años, aunque más del 40% no asiste a la escuela debido a la situación económica. Los factores medioambientales y sociales también incrementan la dificultad para ir al colegio, especialmente en las niñas. La educación primaria tiene una duración de ocho años, mientras que la educación secundaria dura tres años. Hasta 1990, el sistema educativo comprendía tres etapas de 6, 3 y 3 años respectivamente. El idioma principal en todos los niveles de educación es el árabe. Las escuelas se encuentran en las zonas urbanas; la mayoría de las que se encuentran en el oeste se han visto muy afectadas por los distintos conflictos existentes. En el 2001 el Banco Mundial estimó que la asistencia a la educación primaria era del 46% sobre el total de la población, mientras que a la educación secundaria asistía el 21% sobre el total. La asistencia varía según la zona del país, siendo menor del 20% en algunas provincias. El 70,2% de la población sabe leer y escribir, en hombres el porcentaje es del 79,6%, mientras que en las mujeres baja al 60,8%.

### Ciencia e investigación
Sudán tiene entre 25 y 30 universidades; en las cuales los cursos se imparten en inglés o en árabe. La educación secundaria y universitaria se ve afectada por el hecho de que los hombres suelen asistir al servicio militar obligatorio antes de completar su educación. Además, Al-Bashir llevó a cabo una islamización de las universidades, lo cual perjudicó a la investigación, debido a que el árabe se convirtió en la única lengua oficial en las universidades y se hicieron obligatorios cursos islámicos. Además, se vio reducida la financiación en ciencia. Según UNESCO, más de 3000 investigadores sudaneses abandonaron el país entre 2002 y 2014. En 2013, el país contaba con una proporción de 19 investigadores por cada 100 000 ciudadanos, lo que corresponde a la trigésima parte de Egipto, según el Centro Nacional Sudanés de Investigación. En 2015, se publicaron únicamente 500 artículos científicos en Sudán. En comparación, Polonia, un país con una población similar, publica aproximadamente 10 000 artículos por año.

### Salud
Sudán tenía una esperanza de vida de 65,1 años en el año 2019; en el 2023 aumentó ya que fue de 66.331 años. La mortalidad infantil en el 2016 era de 44,8 por cada 1000 niños nacidos.
En Sudán, la tasa de mortalidad materna en 2020 fue de 273.1 muertes por cada 100,000 nacidos vivos, con un rango estimado entre 163.7 y 433.5, mostrando una mejora significativa de 67.4 puntos desde 2012. En cuanto a la mortalidad neonatal, en 2022 se registró una tasa de 25.36 muertes por cada 1,000 nacidos vivos, con un rango entre 16.54 y 38.29, lo que representa una leve mejora de 0.55 puntos respecto a 2021. 
UNICEF estima que el 87% de las mujeres sudanesas de entre 15 y 49 años han sufrido la mutilación genital femenina.
Sudán tiene una alta incidencia de enfermedades debilitantes y a veces mortales, cuya persistencia refleja las difíciles condiciones ecológicas, los altos niveles de desnutrición, un sistema sanitario inadecuado, y los conflictos y la violencia. Sudán también es susceptible de sufrir enfermedades no transmisibles y catástrofes naturales y provocadas por el hombre. La sequía, las inundaciones, los conflictos internos y los brotes de violencia son bastante frecuentes, lo que conlleva una carga de enfermedades traumáticas y una demanda de atención sanitaria de urgencia de alta calidad.

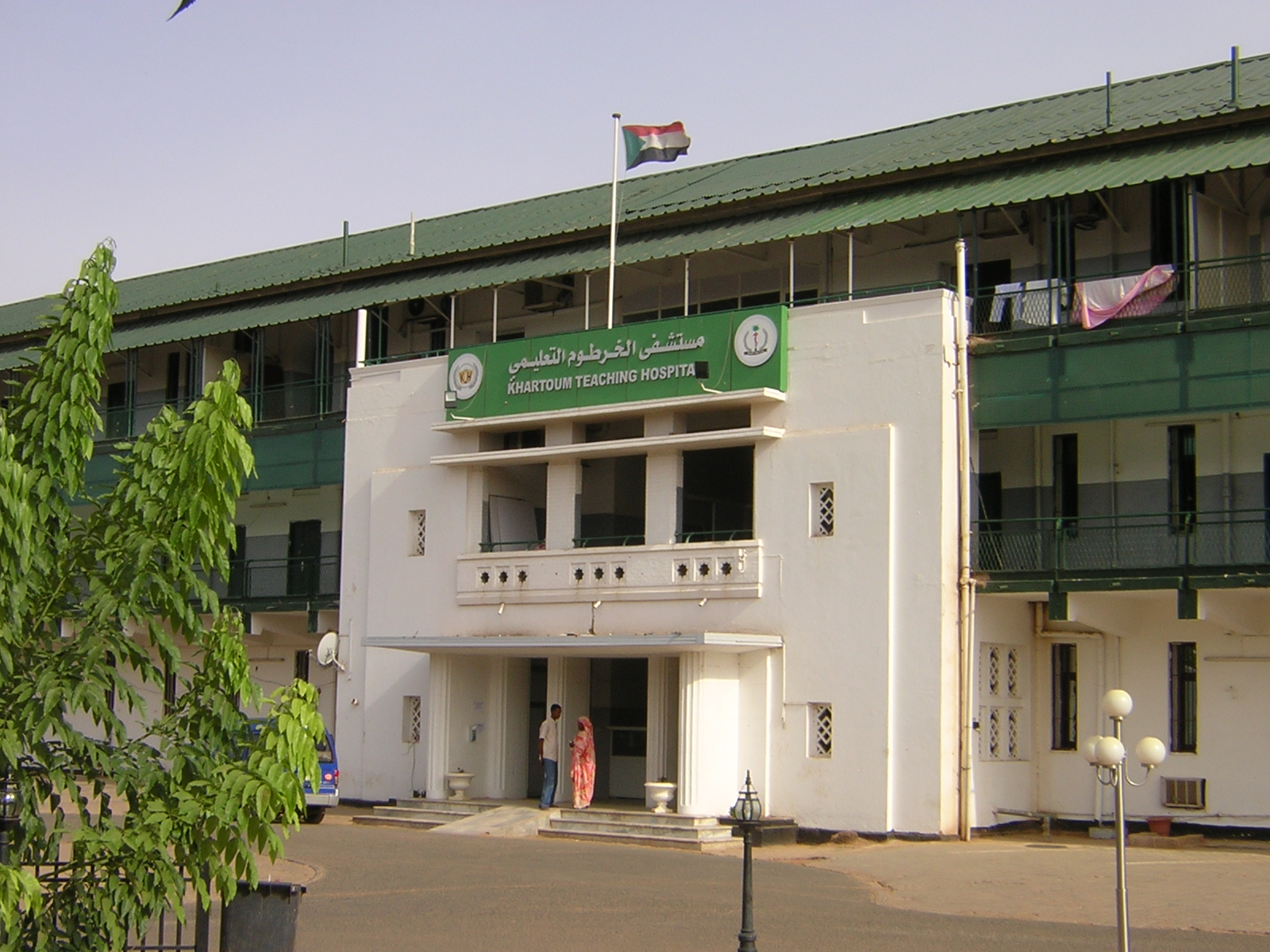
Hospital Universitario de Jartum

Según la Iniciativa para la Medición de los Derechos Humanos, Sudán sólo cumple el 62,0% de lo que debería cumplir en materia de derecho a la salud en función de su nivel de ingresos.
La historia de la investigación médica y la prestación de asistencia sanitaria profesional en Sudán se remonta a 1903, cuando se estableció en Jartum el Laboratorio de Investigación Wellcome como parte del Gordon Memorial College.
La reorganización de los servicios que se ocupaban de la investigación científica en Sudán en abril de 1935 convirtió a los Stack Medical Research Laboratories en el órgano oficial de investigación del Servicio Médico de Sudán, y el Dr. E. S. Horgan -sucesor de Archibald- fue nombrado Director de los laboratorios y Director Adjunto (Investigación) del Servicio Médico de Sudán. Los Laboratorios de Investigación Tropical Wellcome dejaron de existir como tales, pero a partir de entonces siguieron funcionando como Laboratorios Químicos Wellcome; y tras pasar a depender del Servicio de Investigación Agrícola durante los cuatro años siguientes, fueron transferidos de nuevo al Servicio Médico de Sudán en 1939.
La situación socioeconómica de Sudán se fue deteriorando tras la separación de Sudán del Sur, mientras persisten los conflictos en los estados de Darfur, Kordofán del Sur y Nilo Azul. La economía de Sudán ha sufrido mucho por ello. En primer lugar, por la caída de los precios del petróleo y, más recientemente, por la pérdida de ingresos procedentes de Sudán del Sur por el transporte de petróleo. Además, persisten las sanciones y el embargo comercial. Debido a estos acontecimientos, se han recortado los fondos destinados a la sanidad, lo que ha agravado la fragilidad del sector. En el pasado, el sistema de financiación de la sanidad en Sudán ha sufrido varios cambios, desde un sistema basado en impuestos a finales de la década de 1950 hasta la introducción de tarifas para los usuarios junto con planes de solidaridad social como el sistema Takaful.
En 1995 se puso en marcha el sistema de seguridad social sanitaria, junto con el cual el sector privado creció exponencialmente, lo que provocó un aumento de los gastos directos de los hogares. En 2006 se anunció la gratuidad de la atención de urgencias durante las primeras 24 horas, y en 2008 se adoptó la política de financiación gratuita para niños menores de 5 años y mujeres embarazadas. Sudán también ha revisado la financiación del sistema sanitario utilizando el enfoque OASIS como paso previo a la elaboración de su estrategia nacional de financiación sanitaria. Asimismo, el país se ha embarcado en la elaboración de hojas de ruta detalladas para proporcionar cobertura sanitaria universal a su población.
Entre 2018 y 2025, se estima que en Sudán alrededor de 8.1 millones de personas adicionales (con un rango estimado entre 6.4 y 9.9 millones) gozarán de una mejor salud y bienestar. En cuanto a la cobertura sanitaria universal, se prevé que 2.3 millones de personas más (entre 1.6 y 3.2 millones) estarán cubiertas por servicios esenciales sin enfrentar dificultades financieras. Sin embargo, en el ámbito de la protección ante emergencias sanitarias, se espera un retroceso: se estima que habrá 11.2 millones de personas menos protegidas frente a este tipo de emergencias para 2025, en comparación con 2018, con un rango estimado entre -19.7 millones y -2.1 millones. 

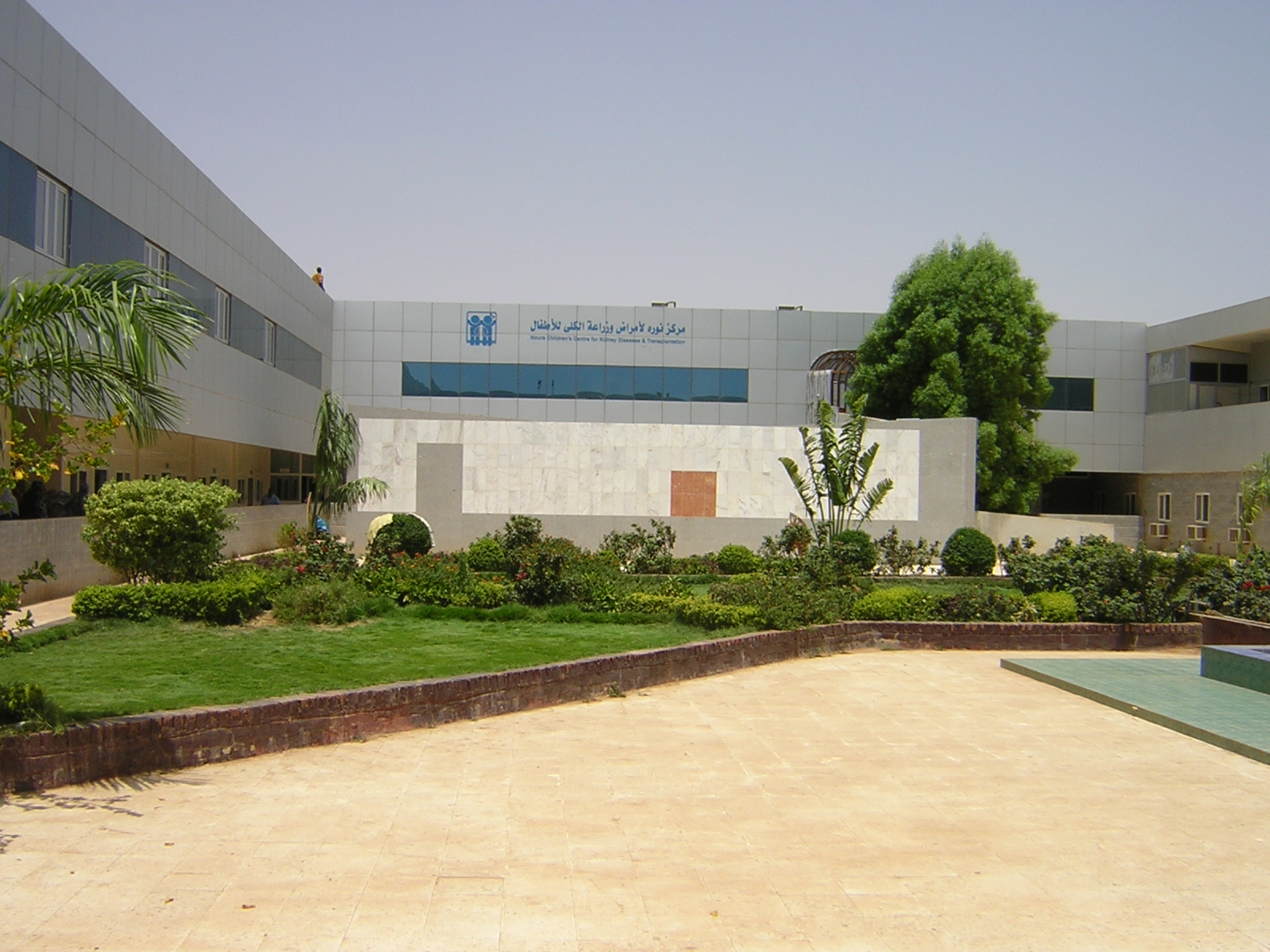
Hospital Universitario de Soba

Los servicios sanitarios de Sudán los prestan los Ministerios de Sanidad federal y estatales, los servicios médicos militares, la policía, las universidades y el sector privado. Los distritos o localidades más cercanos a la población son principalmente pro Las políticas y planes en Sudán se elaboran a tres niveles federal, estatal y de distrito (también llamado localidad), que proporcionan atención sanitaria primaria, promoción de la salud y fomentan la participación de la comunidad en el cuidado de su salud y del entorno que les rodea. También son responsables de los servicios de agua y saneamiento. Este sistema de distritos bien establecido es un componente clave del planteamiento de descentralización que se persigue en Sudán, que da a su vez un espacio más amplio a la gestión y administración locales y permite superar los esfuerzos de dirección y supervisión de los organismos superiores
Hay un Ministerio Federal de Sanidad (FMOH) y 18 Ministerios Estatales de Sanidad (SMOH). El nivel federal es responsable de la provisión de políticas, planes y estrategias sanitarias a escala nacional, el seguimiento y la evaluación generales, la coordinación, la formación y las relaciones exteriores. El nivel estatal se ocupa de los planes y estrategias de los estados y, de acuerdo con las directrices federales, de la financiación y aplicación de los planes. Mientras que las localidades se ocupan principalmente de la aplicación y la prestación de servicios.
El Ministerio Federal de Sanidad, el Ministerio de Veterinaria y Recursos Animales, y el Ministerio de Agricultura y Cuerpos son miembros del llamado Consejo de Salud Pública, que es el principal órgano legislativo nacional que proporciona instrucciones normativas, en particular las relativas a las enfermedades zoonóticas. Uno de los principales productos de este consejo es la Ley de Salud Pública de 1975. No obstante, los estados y las localidades están facultados para establecer sus propias normativas y leyes en función de sus necesidades. Existen otros organismos reguladores, como el consejo médico y el consejo de salud aliada, que se encargan de la certificación y autorización de médicos y profesionales sanitarios.

## Cultura

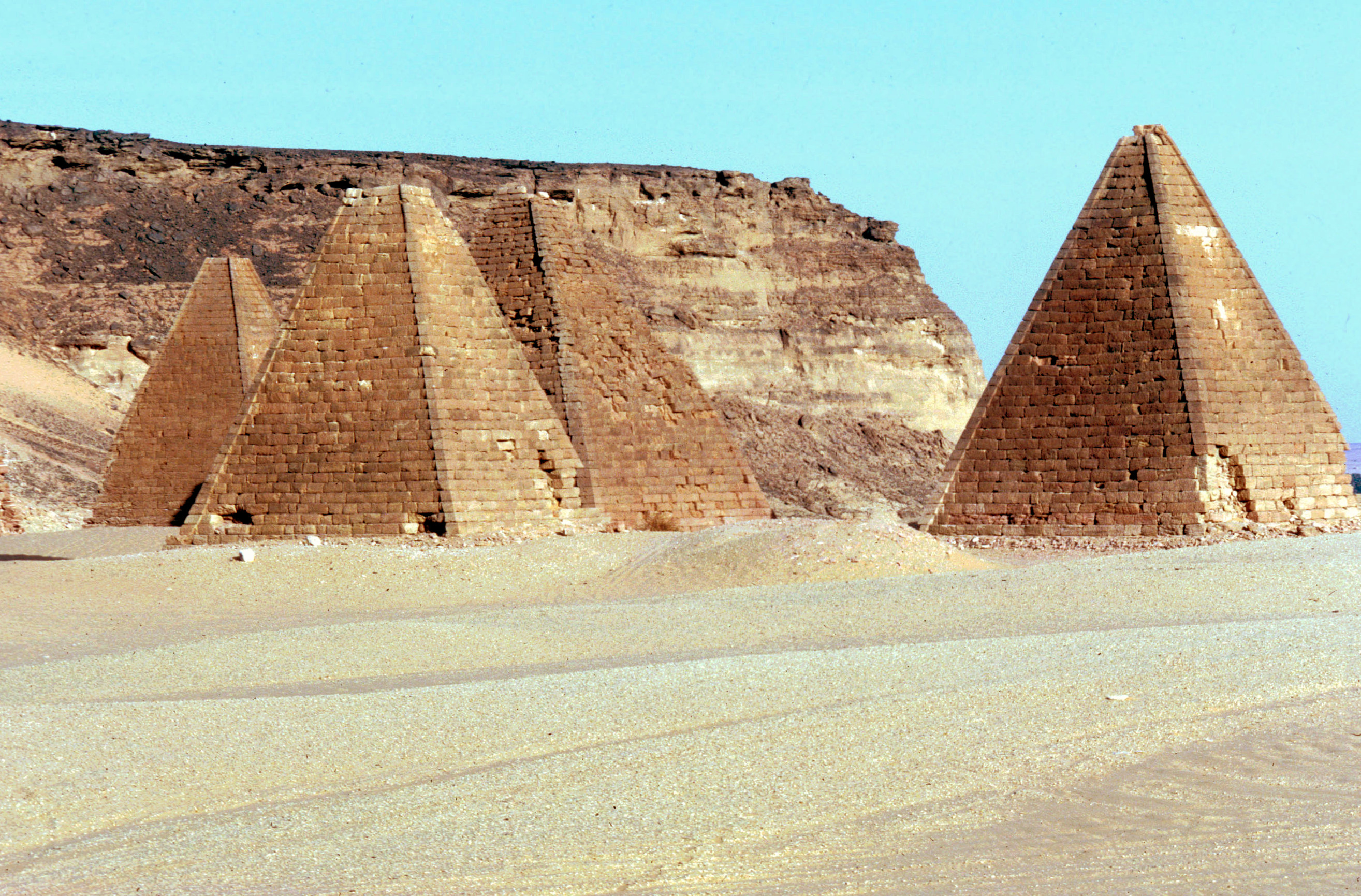
Pirámides de Gebel Barkal, lugar Patrimonio de la humanidad.

La cultura de Sudán muestra una mezcla de los comportamientos, prácticas y creencias de 578 grupos étnicos, los cuales hablan 145 idiomas, en una región de África en la que se dan cambios geográficos extremos, pues se varía de desiertos arenosos a selvas tropicales. La evidencia sugiere que mientras la mayoría de los ciudadanos del país se identifican fuertemente con Sudán y su religión, las realidades árabes y africanas causan una mayor polarización.

### Música

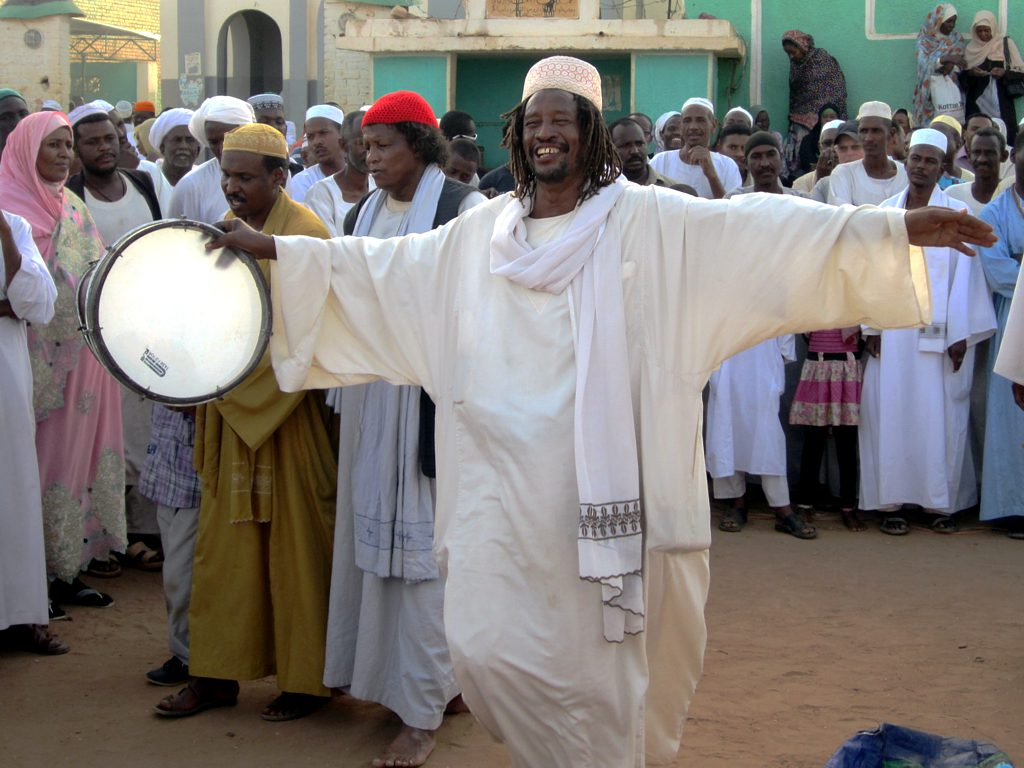
Un derviche sufí toca la batería ante la multitud en Omdurmán.

Sudán tiene una cultura musical que es rica y única, la cual ha sufrido problemas de inestabilidad crónica y de represión durante la historia moderna del país. Debido a la existencia del salafismo, la interpretación de la sharía se hizo de una forma muy estricta a partir de 1989. Esto causó que la mayoría de los cantautores más importantes como Mahjoub Sharif fueran encarcelados, mientras que otros, como Mohammed el Amin y Mohammed Wardi se exiliaron a Egipto. 
La música tradicional sufrió también las prohibiciones, ya que se prohibieron las ceremonias zār y las baterías fueron confiscadas. Al mismo tiempo los militares europeos contribuyeron al desarrollo de la música sudanesa al introducir nuevos instrumentos y estilos. Se renovaron las bandas militares, especialmente las gaitas escocesas, por lo que la música tradicional se asemejó a la militar. No obstante, el estilo musical predominante en el país es el aldlayib, el cual utiliza el tambur como instrumento musical. El tambur tiene cinco cuerdas, y está hecho de madera. Está acompañado por los aplausos y los artistas cantando. Este estilo musical tiene una mezcla que le otorga un carácter especial.

### Cine y fotografía
El cine de Sudán comenzó a producirse en el Sudán anglo-egipcio a principios del siglo XX. Tras la independencia en el 1956, se empezó a crear una tradición con los documentales, pero los problemas de financiación y la censura impuesta por el gobierno musulmán provocaron una decadencia a partir de la década de 1990. Desde los años 2010, se han llevado a cabo distintas iniciativas para intentar resurgir la industria cinematográfica, como pueden ser festivales, aunque se han llevado a cabo principalmente en Jartum.

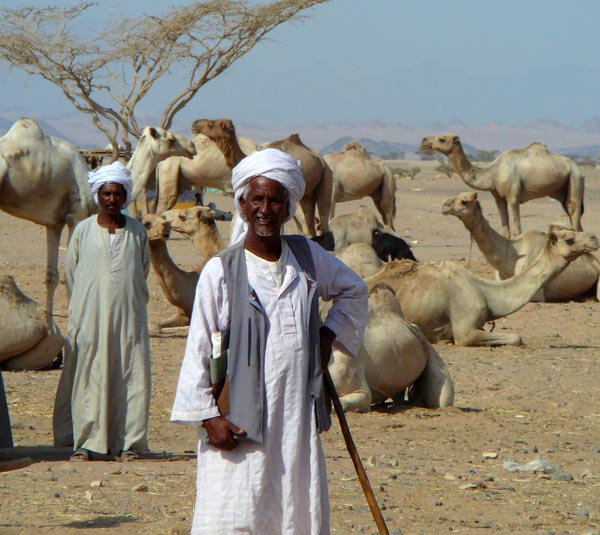
Beja hamíticos con galabiyas.

El uso de la fotografía en Sudán se remonta a la década de 1880, en el Sudán turco. Como en otros países, la mayor importancia de la fotografía en los medios de comunicación, como en los periódicos, así como entre los fotógrafos amateur ha hecho ampliar la documentación y el fotoperiodismo en Sudán desde el siglo XX en adelante. En el siglo XXI, la fotografía en Sudán ha atravesado distintos cambios, los cuales los más importantes son debidos a la fotografía digital, así como por su distribución en redes sociales y en internet.

### Vestimenta
La mayor parte de los sudaneses visten un atuendo tradicional, aunque también se usa la vestimenta de estilo occidental. Uno de los atuendos más extendidos entre los hombres sudaneses es la galabiya, una prenda holgada, de manga larga, sin cuello y que desciende hasta la altura del tobillo, también común en Egipto. La galabiya suele estar acompañada por un turbante largo y una bufanda. Puede ser blanca, de otro color o a rayas. Está hecha de tela, cuyo grosor puede variar, según la estación del año y la preferencia personal.
El vestido más común entre las mujeres sudanesas es el thawb. Puede ser blanco o de colores. Es largo y de una pieza, en la cual las mujeres se envuelven, directamente sobre la ropa interior. También cubre la cabeza y el pelo.

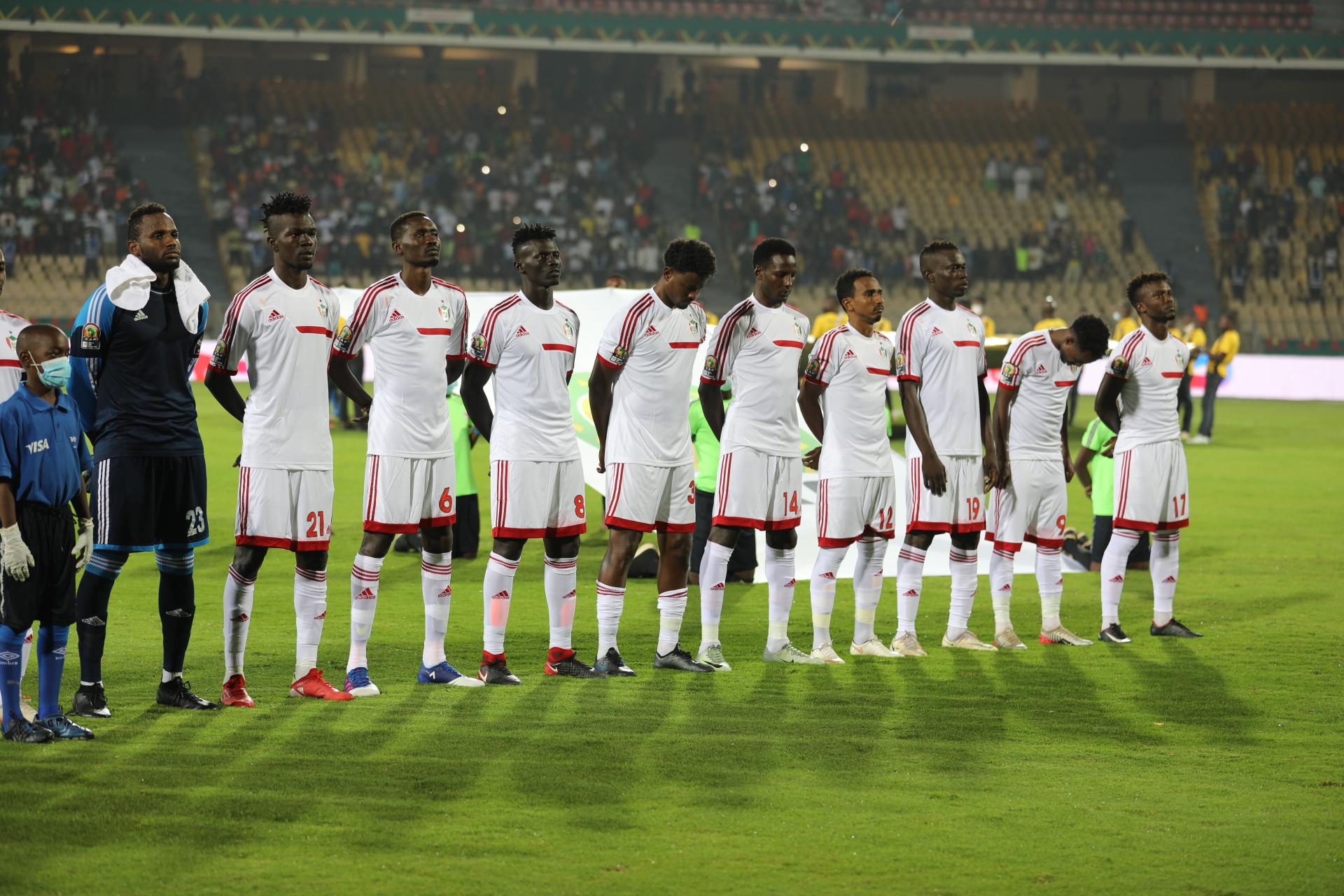
Selección de Fútbol de Sudán en 2022

Debido a una reforma del código penal realizada en el año 1991, las mujeres tenían prohibido llevar pantalones en público, ya que eran considerados como una prenda obscena. La sanción por llevar pantalones podía ser de hasta 40 latigazos, aunque en un caso ocurrido en el año 2009 se multó a una mujer con el equivalente a 200 dólares estadounidenses.

## Deporte
Los deportes más populares en Sudán son el atletismo y el fútbol. También se practican el baloncesto, el balonmano, y el voleibol, aunque con una menor intensidad. En las décadas de los 60 y los 70, la selección nacional de baloncesto era de las más importantes en el continente africano. Actualmente, no cuenta con tanto poder.

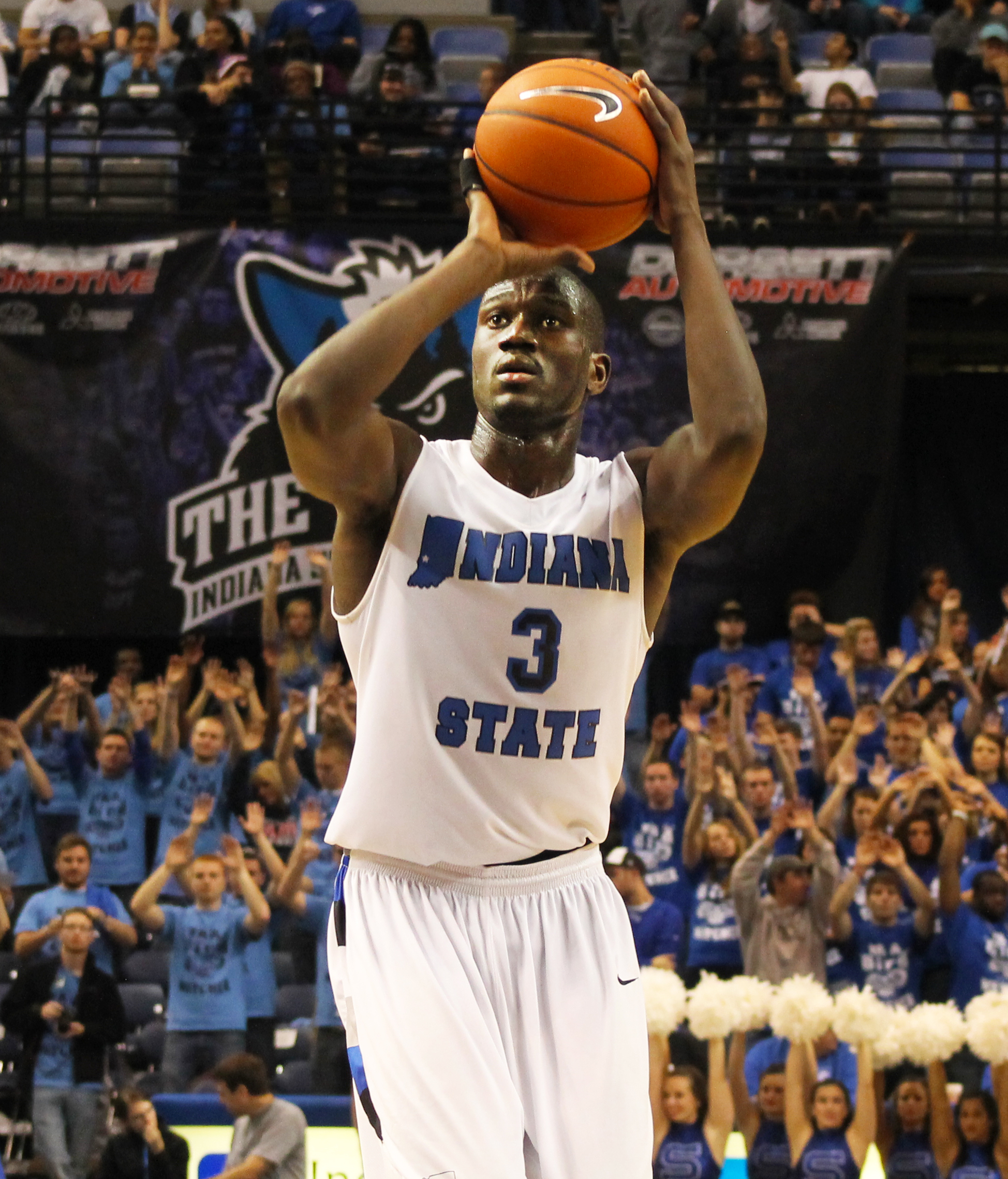
Manny Arop jugador de Baloncesto nacionalizado Canadiense de origen sudanés

El fútbol en Sudán cuenta con una larga historia. Fue una de las cuatro primeras naciones que formó la CAF. Sudán fue la primera sede de la Copa Africana de Naciones en 1956. La ganó en una ocasión, en el año 1970. Dos años después, la selección nacional de fútbol participó en los Juegos Olímpicos de 1972 en Múnich. Jartum es la sede de la liga africana de fútbol más antigua.
Los equipos de fútbol más fuertes son el Al-Hilal y el Al-Merrikh.